# Instalaciones de primera clase del RMS Titanic

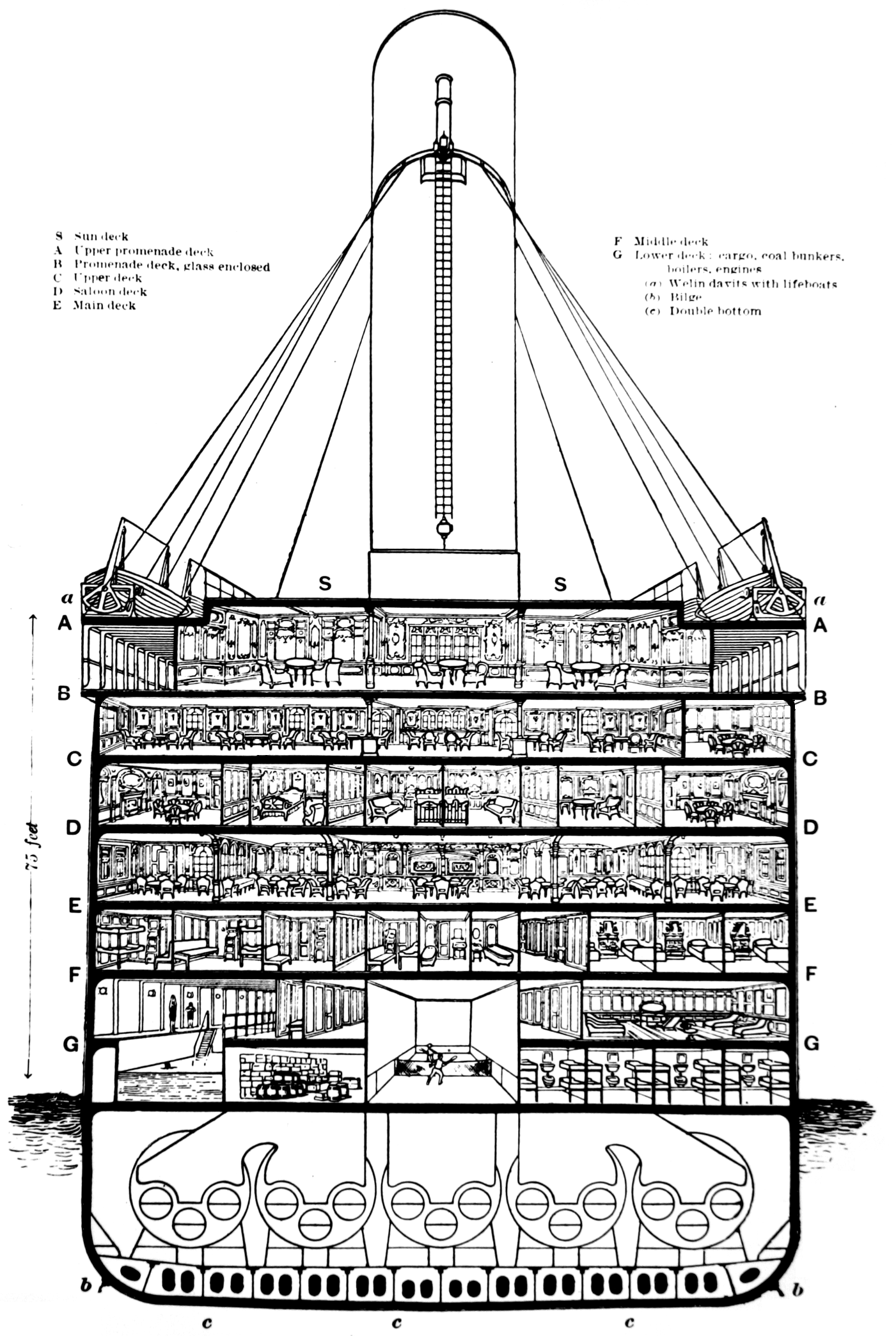
Sección del centro del barco, en la que se pueden ver todas sus cubiertas.

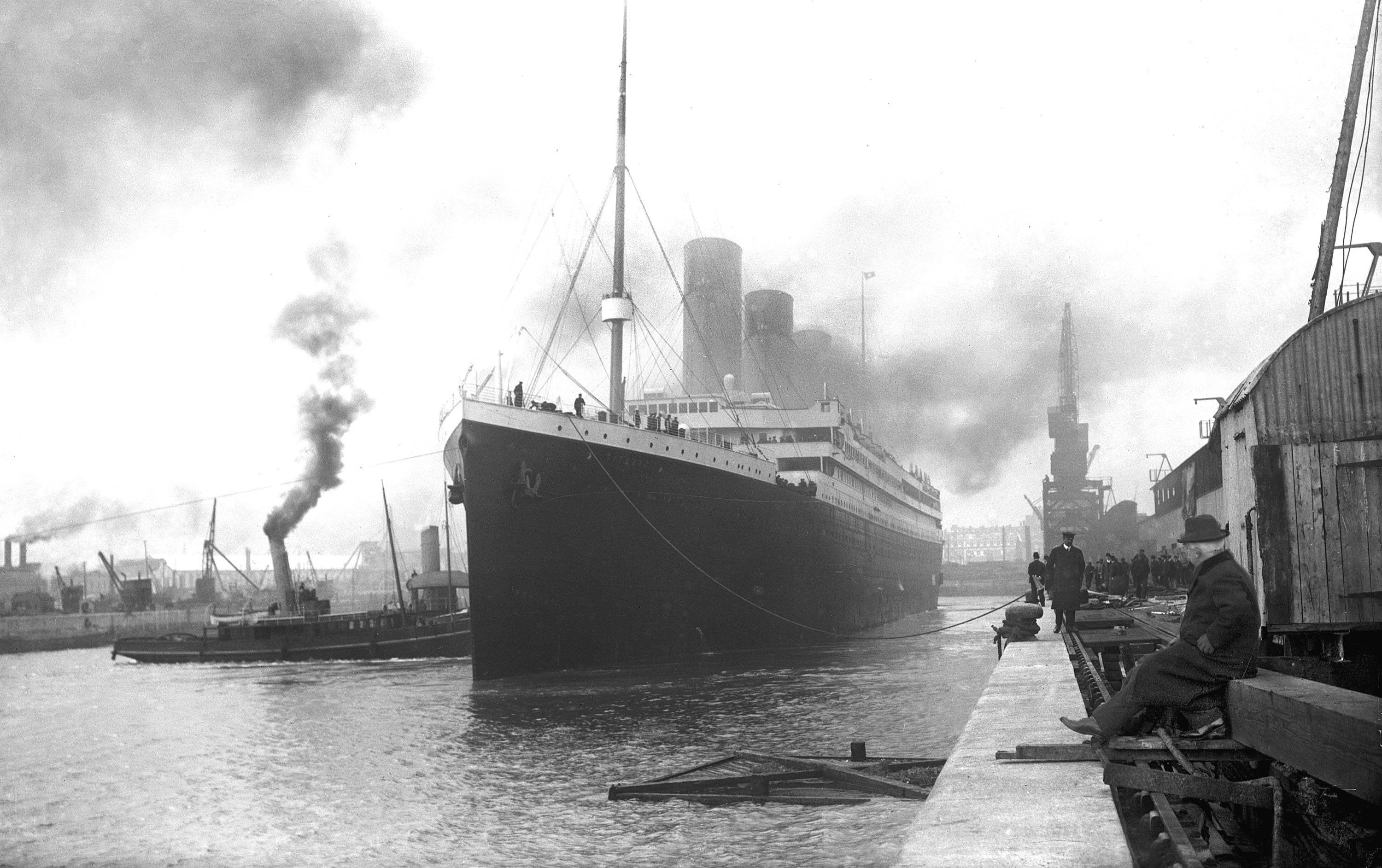
El Titanic en el puerto de Southampton, poco antes de zarpar.

Las instalaciones de primera clase a bordo del RMS Titanic, el famoso transatlántico que se hundió el 15 de abril de 1912, son reconocidas por su lujo y diversidad.
Ubicadas en el corazón de la nave, donde las vibraciones de las máquinas se sienten menos, estaban destinadas a los pasajeros más acomodados. Había instalaciones para entretener a los deportistas —cancha de squash y piscina—, restaurantes, cafés y varios salones. Los pasajeros también podían descansar en la cubierta del barco y practicar juegos al aire libre. Los camarotes también ofrecían un cierto confort y presentaban una amplia variedad de estilos arquitectónicos de diferentes épocas. No obstante, no todos estaban equipados con baño privado, aunque esto último no era inusual para la época.
Cuando el Titanic colisionó con el iceberg, cierto número de instalaciones continuaron ejerciendo sus funciones. De este modo, el salón general estuvo un tiempo abierto y acogió a la orquesta en un intento por evitar la propagación del pánico, mientras que otros pasajeros esperaban en el gimnasio o jugaban una última partida de cartas en el salón de fumadores. En los restos del naufragio, descubiertos en 1985, algunas de estas instalaciones son todavía visibles y bien conservadas y objetos simbólicos pudieron ser sacados a la superficie y restaurados. Algunas partes de la nave también se reconstruyeron más o menos fielmente en muchas de las películas sobre el tema.
El Titanic era el segundo del trío de transatlánticos de la clase Olympic. Su hermano mayor, el RMS Olympic, tuvo una carrera de casi 24 años, y fue experimentando cambios en sus instalaciones a medida que evolucionaban las costumbres de la sociedad, que sin duda, también habría conocido el Titanic si no hubiera naufragado. El tercer navío, el HMHS Britannic por su parte, debería haber sido mucho más lujoso y habría presentado diferencias que ilustraban los cambios en la construcción naval de la época. Sin embargo, requisado durante la Primera Guerra Mundial como buque hospital, se hundió antes de poder ingresar al servicio civil.

## Emplazamiento, señalización y restricciones

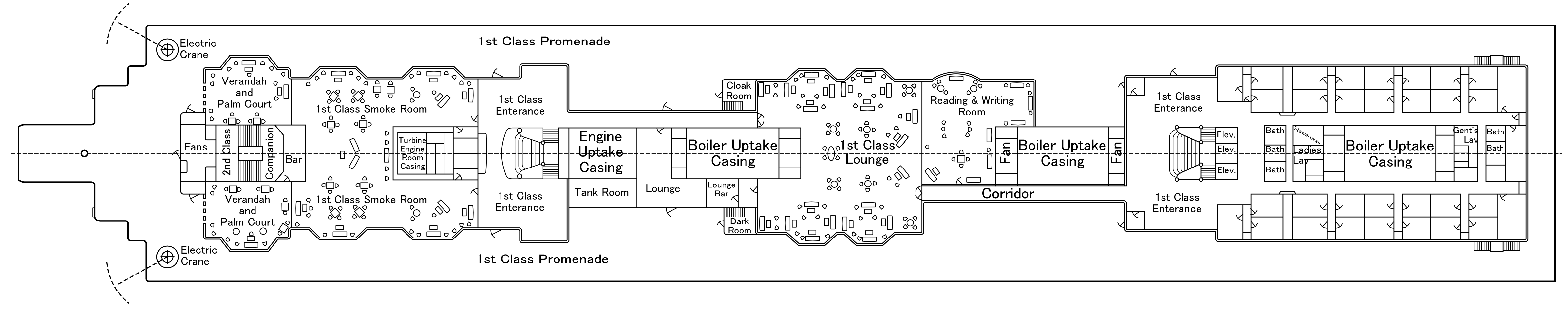
Plano del puente de la cubierta A.

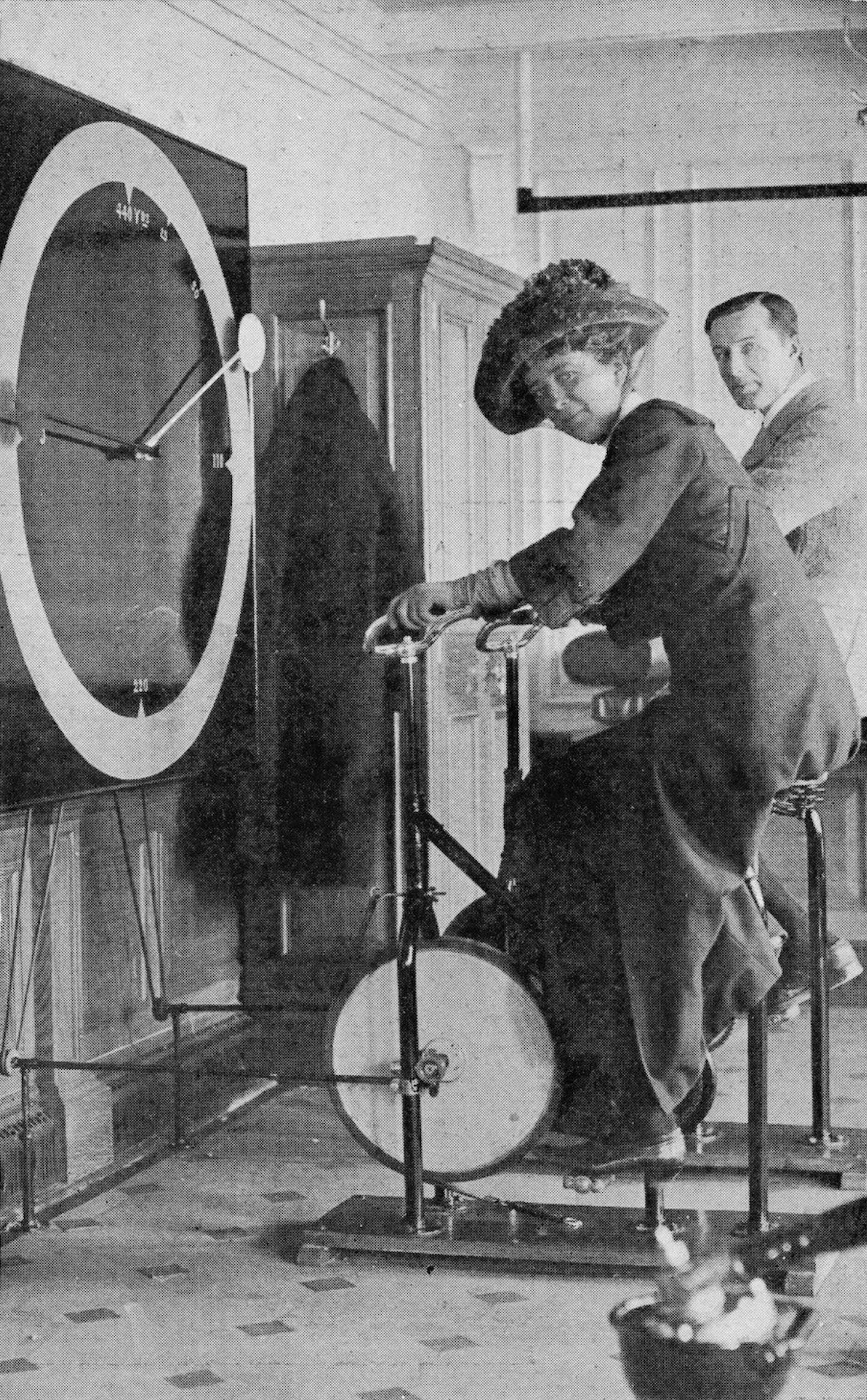
Los pasajeros de segunda clase, como Lawrence Beesley (der.), tuvieron acceso a la primera clase antes de la partida.

Al igual que la mayoría de los transatlánticos de la época, en el Titanic las instalaciones de primera clase estaban ubicadas en la parte central de la nave, donde la vibración y el balanceo son mínimos. El barco se señalaba por letras, excepto la cubierta superior —también conocida como la cubierta del barco— y las dos cubiertas inferiores dedicadas a la maquinaria. El puente más alto era, por lo tanto, el puente A, y las letras seguían hasta la G. La primera clase se extendía desde el puente superior hasta el puente E. Aunque la mayoría de los puentes se compartían con las otras clases, el puente A era una excepción, ya que únicamente incluía instalaciones de primera clase. En los otros puentes, la primera clase ocupaba el centro, la segunda estaba ligeramente por detrás y la tercera, así como la tripulación, ocupaban la proa y la popa de la nave.
Para ayudar a los pasajeros a orientarse, las señales se colocaban sobre las puertas: además de su función de asistencia orientativa, tenían la intención de indicar qué áreas estaban reservadas para la tripulación. El nombre del puente también se indicaba con letras mayúsculas colocadas en las paredes frente a las escaleras y los ascensores. Los pasajeros también recibieron a su llegada un plano del barco. Sin embargo, este plano no era exhaustivo y representaba únicamente las instalaciones de primera clase. Tampoco estaba completamente actualizado: el pasajero Francis Browne tuvo dificultades para encontrar su camarote, el A-37, que fue añadido a última hora en la cubierta A.
Las clases estaban muy compartimentadas, y estaba teóricamente prohibido ir de una a otra. Las muestras en las puertas y portones indicaban a los pasajeros que área les estaba prohibida. En la práctica, era absolutamente imposible, por razones de salubridad, que un pasajero de tercera clase entrara en contacto con los de las otras clases; las barreras entre la primera y la segunda clase eran más flexibles. Generalmente se aceptaba que un pasajero de primera visitara a un amigo que viajara en segunda. Del mismo modo, antes de la salida, los pasajeros de segunda clase pudieron ir a dar un paseo por el navío antes de que el barco saliera del puerto. Así es como Lawrence Beesley, un pasajero de segunda clase, fue fotografiado en una de las bicicletas del gimnasio.

## Instalaciones comunes

### Instalaciones deportivas y de ocio

#### Gimnasio

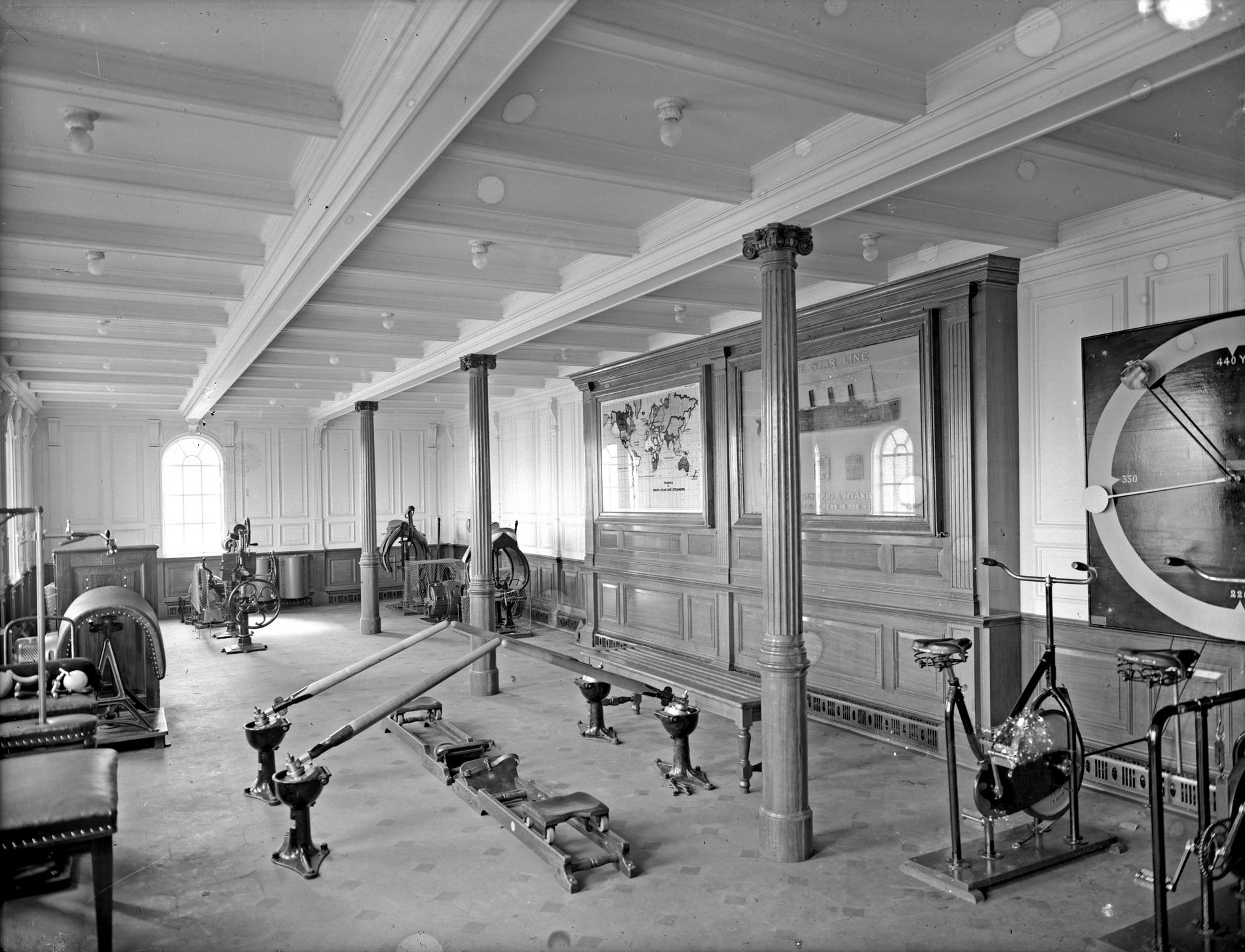
El gimnasio del Titanic.

Mientras que la cubierta de botes estaba dedicada en gran parte a la tripulación, había allí una instalación para pasajeros: el gimnasio. Esta sala era accesible desde el puente o desde un vestíbulo de la Gran Escalera. Estaba ubicada a estribor entre las dos primeras chimeneas. Abierto para hombres y mujeres de las 10:00 a 18:00 horas, el gimnasio también estaba disponible para los niños de 13:00 a 15:00 horas.
Contaba con varios equipos: un saco de boxeo, una máquina de remo, bicicletas de entrenamiento, un caballo eléctrico, un camello eléctrico, dispositivos de masaje y de pesas para musculación. Estos dispositivos provenían de Alemania y se consideraban los mejores del momento en este campo.
La estancia estaba decorada con numerosas ventanas en el tabique de estribor, las paredes y el techo eran de tableros de madera blanca. Tres columnas de roble con capiteles de orden jónico se distribuían por toda la longitud del gimnasio, la pared de babor estaba decorada con dos pinturas luminosas, una representando un mapamundi y la otra con vistas del Titanic y de su gemelo, el Olympic. Un profesor de gimnasia, Thomas McCawley, estaba disponible para los pasajeros. Uno de los cuales dijo más tarde que el hombre era bastante severo con pasajeros adultos, pero sabía ser muy cariñoso con los niños, el profesor murió en el hundimiento.

#### Baños turcos y eléctricos

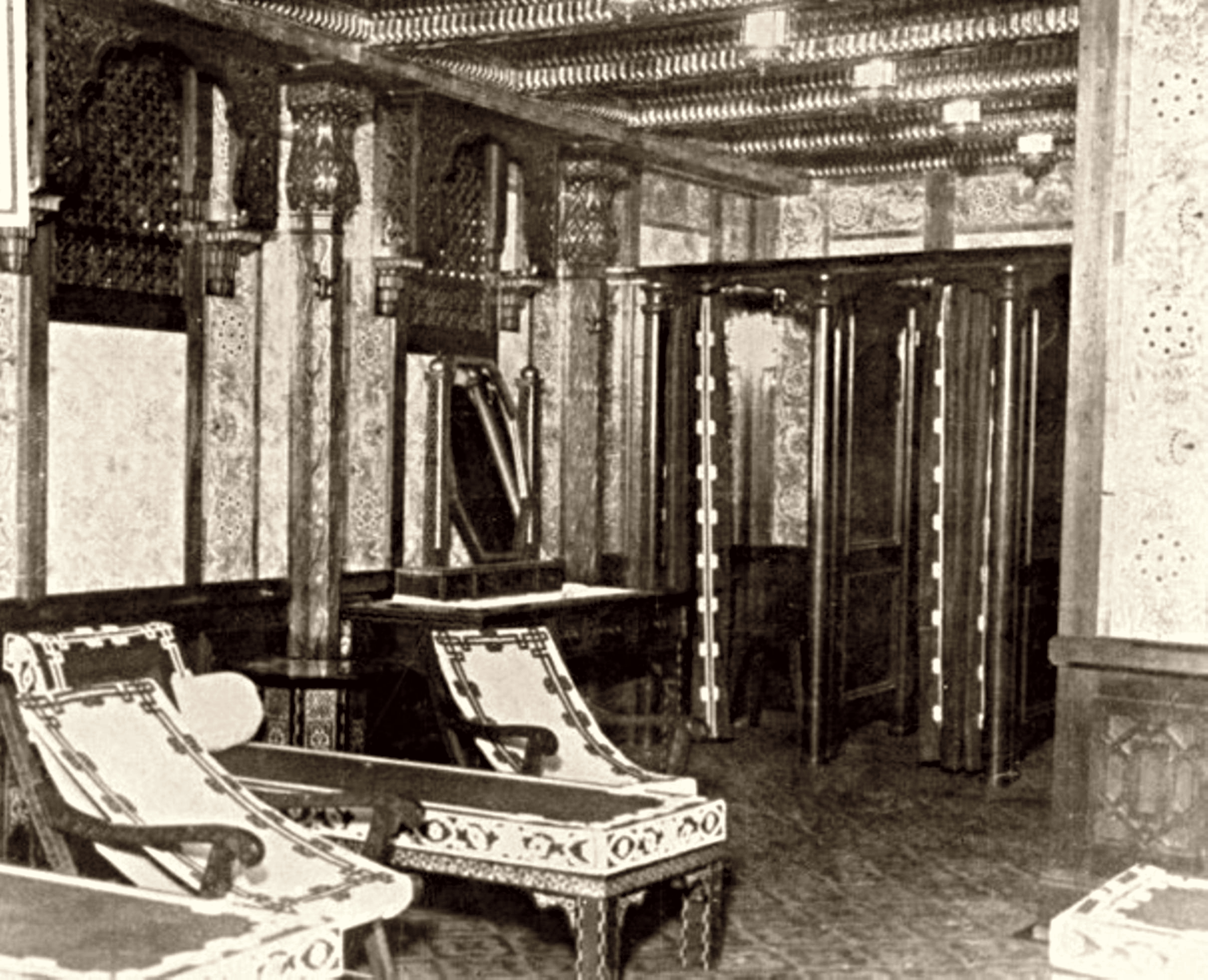
Fotografía de la cámara fría de los baños turcos del Titanic.

Los baños turcos y eléctricos estaban ubicados en la cubierta F y eran accesibles para los pasajeros por una escalera que venía desde la cubierta E. Incluía salas de champú, habitaciones que ofrecían diferentes temperaturas —calor, frío y temperatura ambiente— así como sala de masajes y otra de sauna. El conjunto tenía una decoración de estilo morisco que incluía techos artesonados, y las diferentes salas estaban equipadas con sofás y mesas.

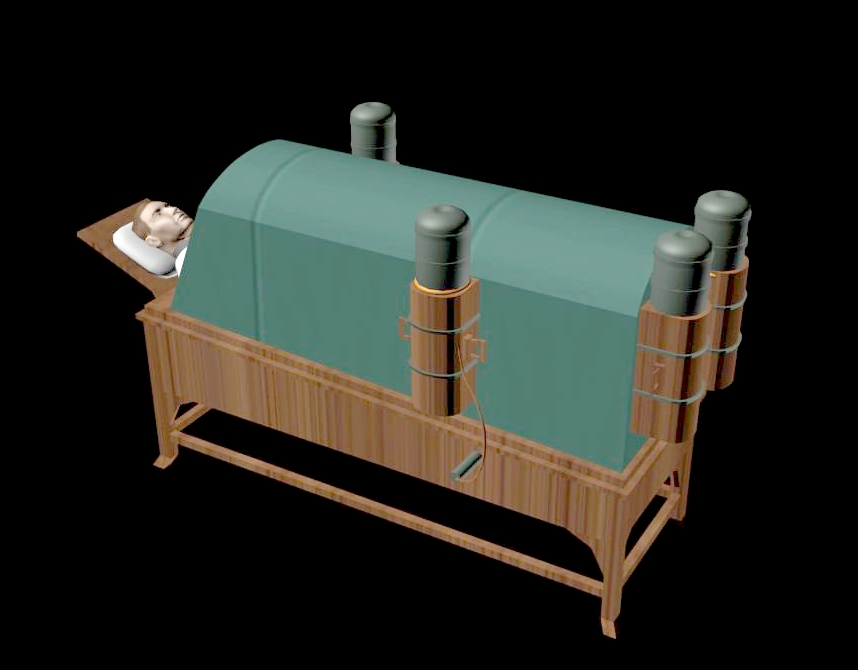
Representación semejante a los baños eléctricos utilizados en el Titanic.

Las fotografías de la cámara fría del Olympic muestran ojos de buey decorados con mashrabiyas (celosías árabes). Para adaptarse a la decoración de la habitación, la sala fría del Titanic estaba en el centro de la nave, pero se decoró con falsas ventanas del mismo tipo.
Los hombres y las mujeres tenían acceso a diferentes horas como era habitual y estaba atendido por tres camareros y dos azafatas. En el cuarto frío, que es donde los pasajeros pasaban la mayor parte del tiempo, tenían mesas en las que se colocan los cigarrillos, los libros y el café. El acceso a estos servicios se pagaba, independientemente del precio del billete del viaje.
Los baños de vapor estaban de moda en ese momento, y los científicos estaban debatiendo sus verdaderas virtudes. La sala fría se equipó incluso con una balanza para que los pasajeros pudieran evaluar sus pérdidas de peso después de tomar los baños turcos, en realidad eran pérdidas mínimas.
Los baños eléctricos eran una instalación única a bordo de un transatlántico, aparecieron por primera vez a bordo del barco gemelo del Titanic, el Olympic. Era un cajón o carcasa individual donde el cliente se tendía y era cubierto con solo la cabeza asomando al exterior: calentadores eléctricos producían calor dentro de la carcasa, por lo que el pasajero sudaba. Su uso requería la presencia de un monitor durante toda la sesión. El dispositivo parece no haber sido muy popular: el Titanic tenía únicamente uno, mientras que el Olympic recibió dos cuando fue construido.

#### Piscina

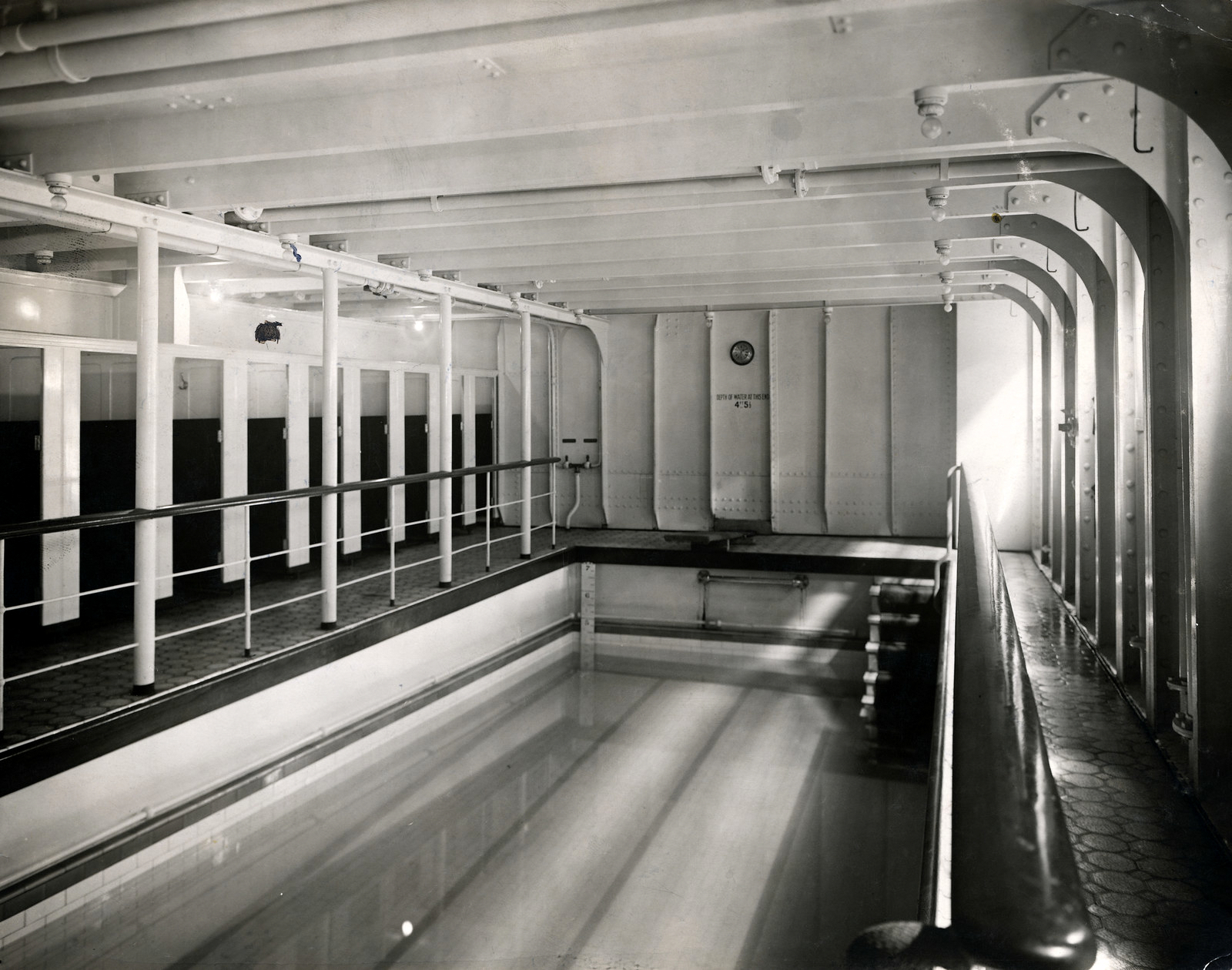
Piscina de primera clase del, muy similar a la del Titanic.

Siendo, para entonces, una novedad en los transatlánticos, fue incluida por primera vez en el RMS Adriatic en 1907. Thomas Andrews también incorporó una piscina en el diseño de los buques de la clase Olympic. 
A bordo del Titanic, se encontraba en la cubierta F,  y estaba asociada con los baños turcos, y además, aplicaba los mismos horarios por lo tanto hombres y mujeres estaban separados. Medía 10 m. por 4,30 m. y tenía una profundidad de 1,80 metros, lo que la convertía, junto a la piscina del Olympic, en las dos piscinas más grandes a bordo de un barco de la época.
Se llenaba con agua de mar climatizada y se accedía por una escalera de mármol. Incluso cuando el mar estaba en calma, el agua tendía a desbordarse de la piscina y se vaciaba cuando el mar se encontraba agitado, como medida de precaución. La piscina estaba acompañada por unos quince camarotes individuales para que los pasajeros pudieran ponerse su traje de baño.

#### Cancha de squash
La cancha de squash se encontraba en la parte delantera de la cubierta G y tenía una plataforma en la cubierta F, protegida por una red. La presencia de canchas de squash es la primera en los barcos de la clase Olympic. Se llegaba desde la plataforma a una pequeña sala cercana que estaba reservada para el almacenamiento del material del equipo.
Un monitor era el responsable de la instalación, el inglés Frederick Wright, de 24 años. La cancha estaba dispuesta solamente para los pasajeros de primera clase que compraran una entrada a la azafata; el servicio del monitor iba incluido en el precio. El éxito de la cancha del Olympic condujo a la reducción de la duración de las sesiones, y a bordo del Titanic, estaba prohibido que un pasajero utilizara la cancha más de una hora si había otros pasajeros esperando su turno.

#### Salón de peluquería
Los hombres de primera clase tenían acceso en la cubierta C a una peluquería donde podían afeitarse y peinarse. Estaba equipada con dos sillas de barbero y dos lavabos, así como una sección para clientes en espera. El barbero, August Weikman, había trabajado anteriormente para John Pierpont Morgan, propietario de la International Mercantile Marine Company, empresa matriz de la White Star Line.
Este espacio era también una tienda real con recuerdos de todo tipo: juguetes, postales, libros, joyas e incluso alimentos. Era en esta tienda donde se vendían casi todos los suvenires disponibles a bordo. Este salón era accesible por la Gran Escalera de popa.

### Cafeterías y restaurantes

#### RestauranteÀ la Carte

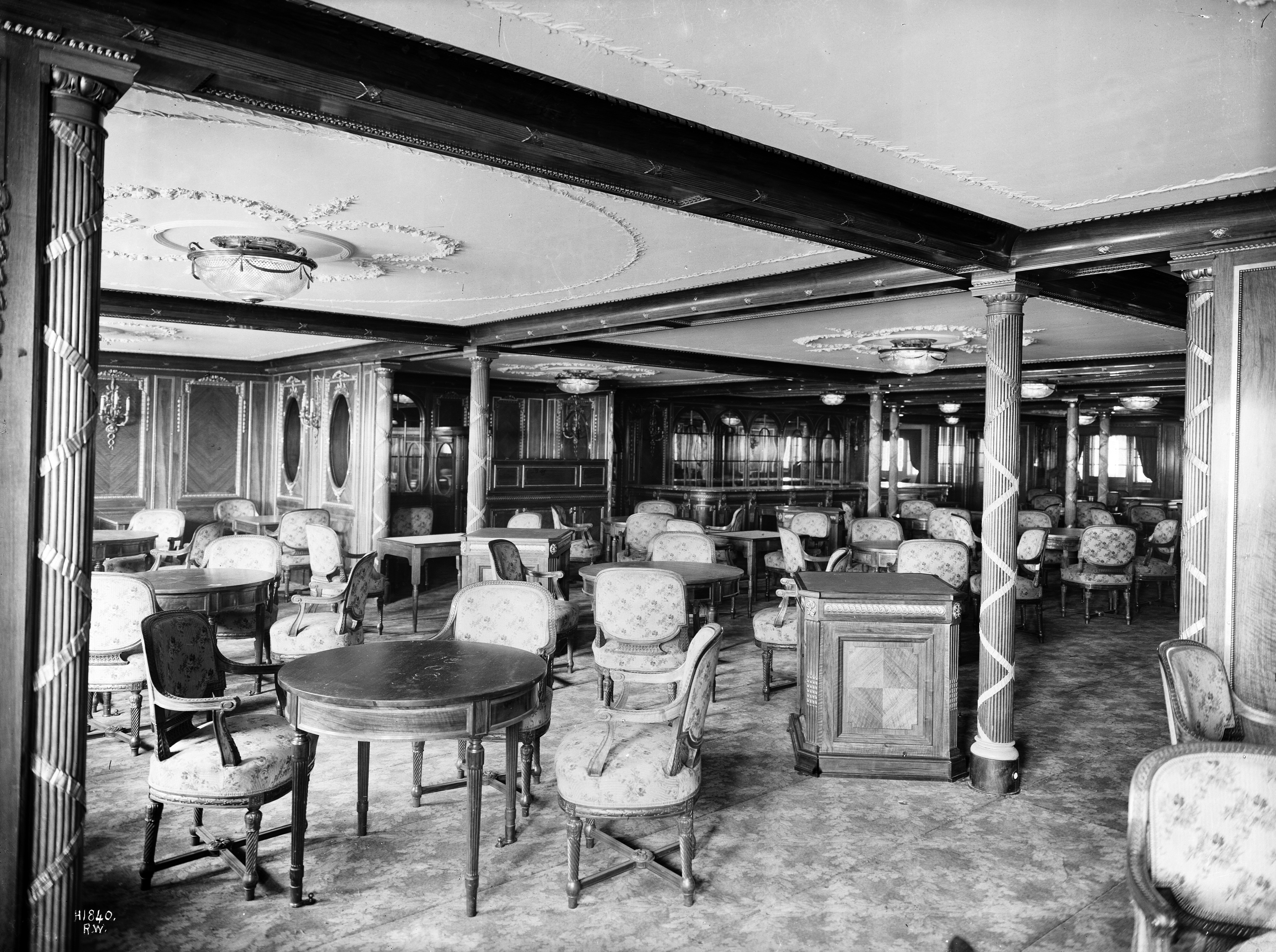
Fotografía del restaurante À la Carte a bordo del Olympic, similar al del Titanic, tomada hacia finales de 1912. Durante aquel año se efectuaron reformas para ampliarlo hacia el lado de babor, y fue reabierto al público en marzo de 1913.

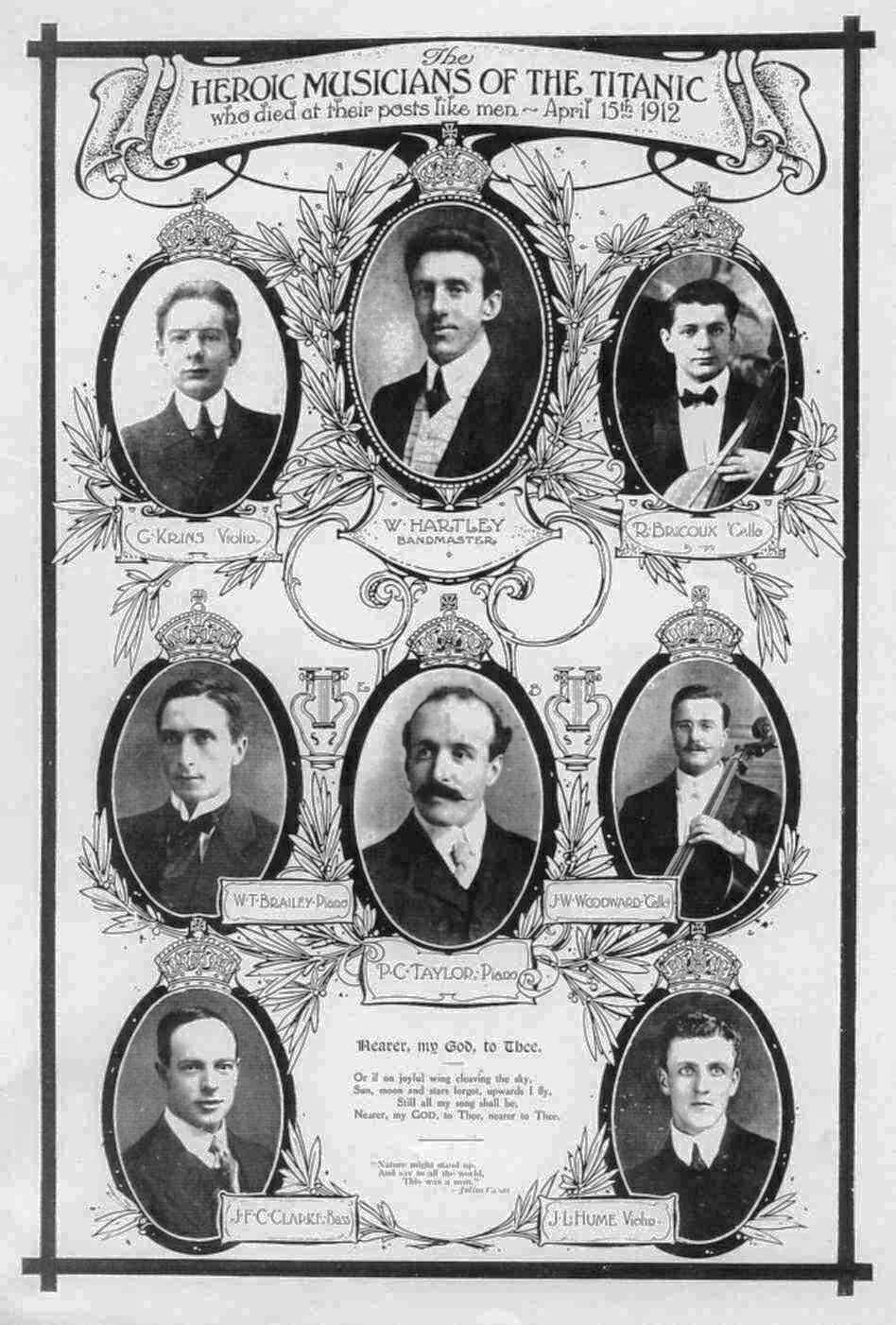
La orquesta del Titanic actuó en la recepción del restaurante À la Carte.

Bajo la dirección de Luigi Gatti, el restaurante À la Carte era una zona de restauración a la que podían acudir los pasajeros de primera clase. Comidas suntuosas se servían en el comedor principal, pero a diferencia de este último, el restaurante les permitía tener sus comidas cuando lo desearan entre las 8:00 y 23:00 horas, y no proponía un menú fijo. Además, era administrado por Gatti, que tenía la concesión por White Star Line, y su personal no formaba parte oficialmente de la tripulación del Titanic.
El restaurante estaba decorado en estilo Luis XVI e iluminado por grandes ventanales. El suelo se cubría con alfombras de Axminster y mesas pequeñas de dos a ocho plazas. Estaba amueblado con porcelana y arañas de cristal. Por ello, se podía decir que el restaurante era el lugar más propicio para la privacidad, puesto que la mitad de sus mesas tenían capacidad para dos personas, mientras el comedor principal ofrecía un número muy pequeño de mesas de este tipo.
Los pasajeros tenían la costumbre de llamarlo Ritz. Walter Douglas, un pasajero de primera clase que sobrevivió al hundimiento, declaró lo siguiente sobre el restaurante:

Era el colmo del lujo. Las mesas estaban alegremente decoradas con rosas y margaritas, [...] tocaban los violines de la orquesta a Puccini y Chaikovski. La cena era suntuosa: caviar, langostas, codornices egipcias, huevos de avefría, uvas de invernadero y melocotones frescos.

En la noche del naufragio, los Widener, una familia adinerada de Filadelfia, celebraron una comida en honor del capitán Smith.
El restaurante tenía su propia sala de recepción en la Gran Escalera trasera, en la cubierta B. Equipada con sillones y sofás envueltos en seda de color carmín, estaba decorada en estilo georgiano. Había un espacio pequeño y acogedor para alojar a la orquesta del barco. Esta sala servía para que grupos de pasajeros se reuniesen antes de ir a cenar, y también les daba la oportunidad de reunirse después de la cena.

#### Comedor

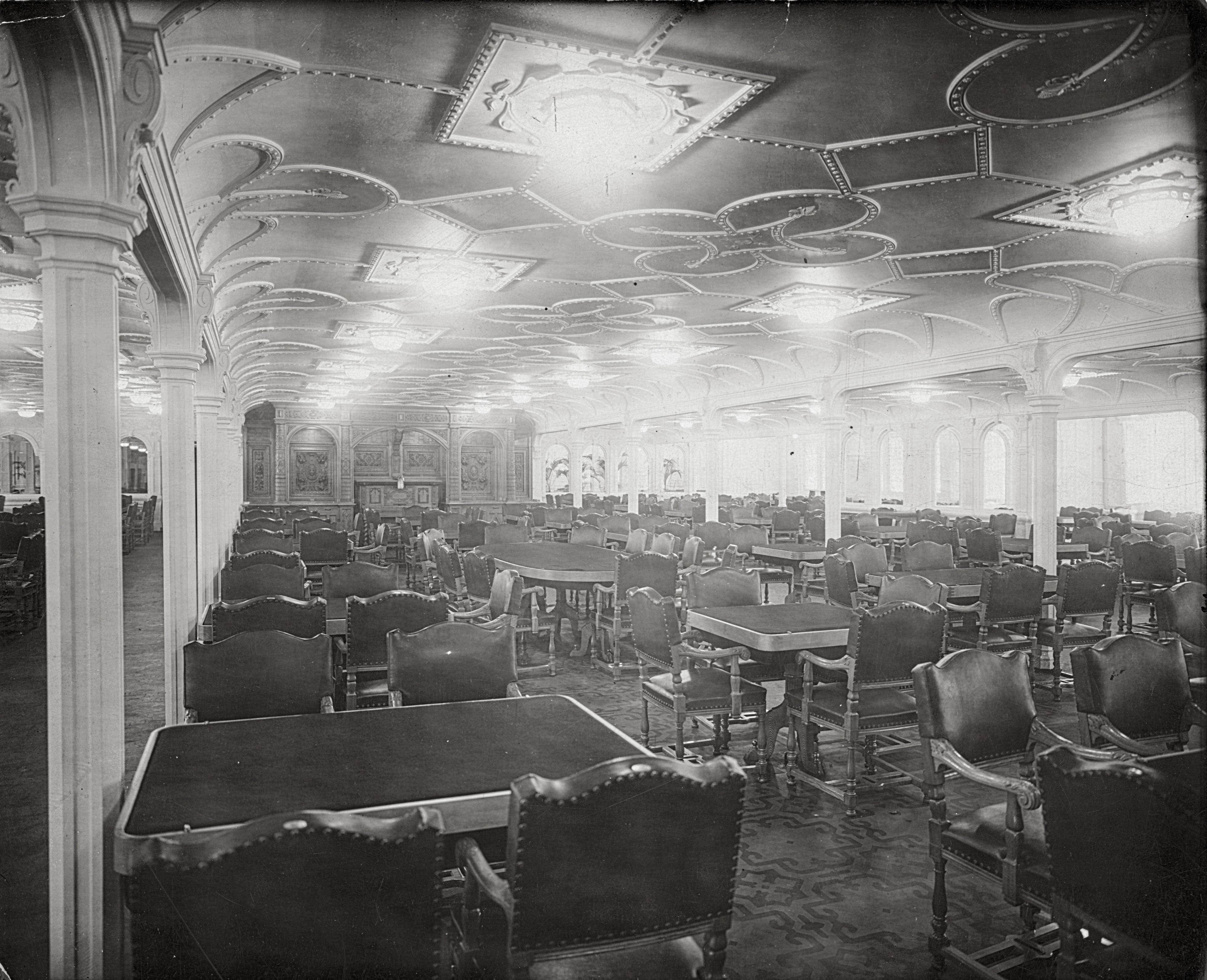
Comedor de primera clase del Olympic, prácticamente idéntico en el Titanic. Al fondo, se puede ver en el piano destinado a los oficios religiosos.

En el puente D, los pasajeros de primera clase tenían un gran comedor de casi 1000 m² con 554 plazas. Las mesas, con un número de 115 asientos, podían acomodar de dos a doce personas. Se admitían niños únicamente si había sitio para ellos.
La sala estaba revestida con azulejos de linóleo azul profundo en los que destacaba un elaborado diseño rojo y amarillo brillante, y tenía una decoración con paneles de madera blancos. Sus ojos de buey estaban ocultos por vidrieras, para recrear el interior de una casa en lugar de un barco. Por la noche, se iluminaban desde atrás para dar más claridad a la sala, que además tenía muchas lámparas. El calor que emitían era tal, que los ventiladores eléctricos se distribuían en la habitación para la comodidad de los comensales. Los menús, muy copiosos, se preparaban en una cocina adyacente, que también se utilizaba para preparar las comidas para los pasajeros de las instalaciones de segunda clase.
El comedor estaba abierto de 13:00 a 14:30 y de 18:00 a 19:30 horas. Los pasajeros eran llamados a cenar por el oficial de cornetas, en este caso, Peter W. Fletcher, que interpretaba The Roast Beef of Old England. El domingo, esta sala también se dedicaba a los oficios religiosos anglicanos para pasajeros de primera clase. Esto lo ejecutaba el comandante o, si era posible, un pastor que viajara en primera clase. El quinteto de la orquesta de la nave acompañaba la ceremonia y disponía de un piano. Por otro lado, a diferencia de lo que a menudo se representa en las películas, la orquesta no actuaba durante las comidas.

#### Café Verandah
Los Cafés Verandah (o Palm Courts), ubicados en el puente A, constaban de dos habitaciones separadas por la escalera de segunda clase. Estaban provistos de plantas y palmeras, y equipados con mesas, sillas y sofás de ratán. Las ventanas grandes y las puertas correderas daban a la cubierta del paseo marítimo, lo que ayudaba a crear una sensación de cafetería al aire libre.
A los pasajeros se les servían refrescos de todo tipo. La habitación era luminosa y tenía un suelo que simulaba un tablero de ajedrez. El lado de babor, accesible desde la sala de fumadores, estaba permitido a los fumadores, que no era el caso de la parte de estribor. A bordo del Olympic, se observó rápidamente que el lado de babor era el ocupado más frecuentemente. La sala de estribor se convirtió rápidamente en la sala de juegos, no oficial, para los niños: de hecho, no había ningún espacio para ese destino a bordo.
Únicamente existe una fotografía de uno de los cafés del Titanic, la cual representa el café de estribor. El resto de fotografías de estas estancias representan los cafés del Olympic, aunque no había ninguna diferencia importante entre las cafeterías de ambos barcos.

#### Café Parisien

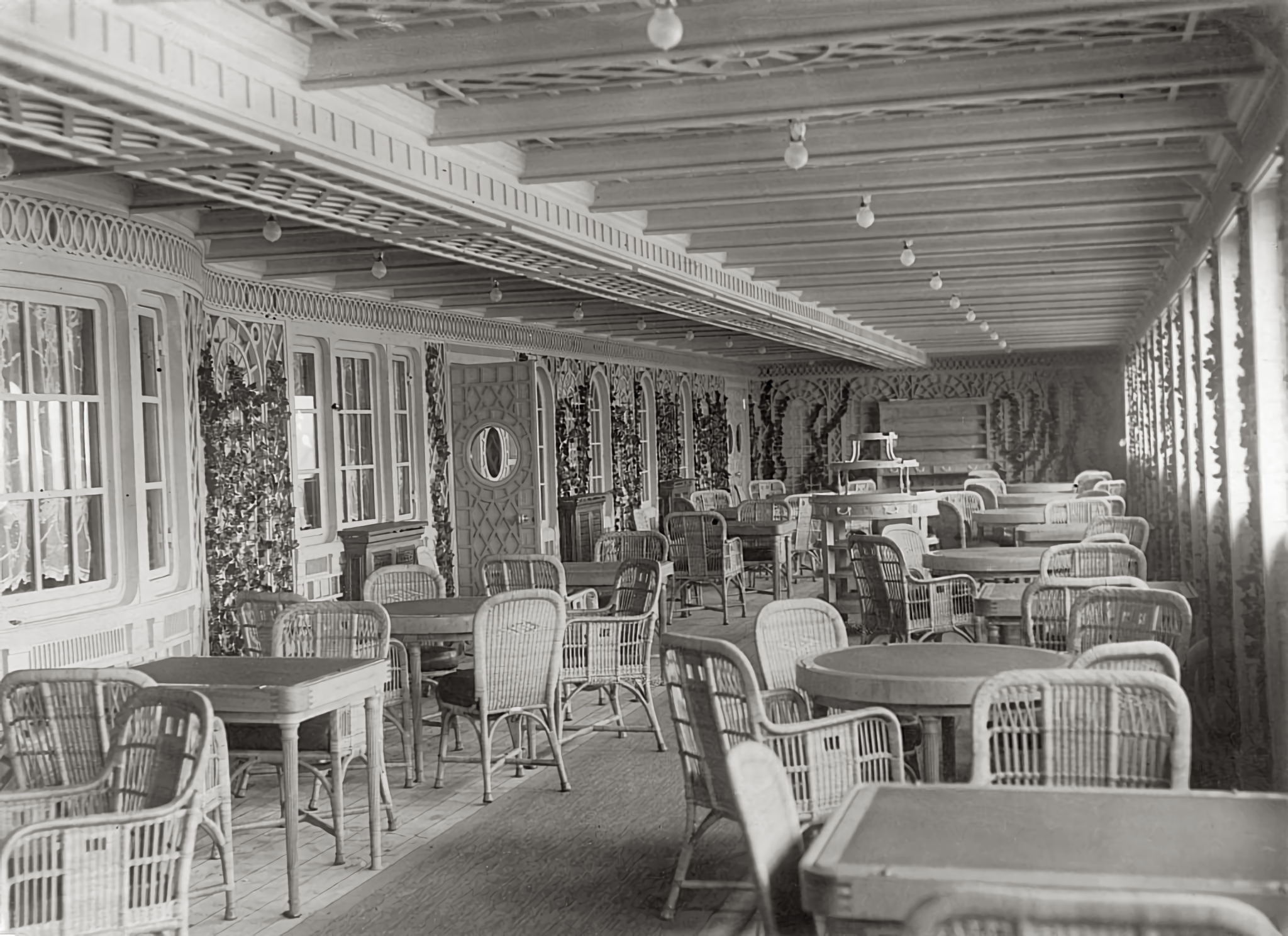
El café Parisien del Titanic, fotografiado poco después del final de su construcción. Su diseño incluía plantas trepadoras que recorrían las paredes entre los enrejados realizados en estas.

Una novedad del Titanic, el café Parisien, se situó en la cubierta B, a estribor, cerca del restaurante À la Carte con el que se comunicaba; fue diseñado para reemplazar parte de un puente que no había tenido mucho éxito en el Olympic.
Estaba decorado con un enrejado de hiedra y otras plantas trepadoras, y equipado con pequeños conjuntos de mesas y sillas que podían acomodar un total de 68 personas. Su equipo de camareros era común con el del restaurante, y allí los pasajeros podían disfrutar de sus comidas. La cafetería tenía un horario de 8:00 a 23:00 horas. En la cubierta B se convirtió rápidamente en el lugar favorito de los pasajeros jóvenes de primera clase.
La revista británica The Shipbuilder escribió en 1912:

El café Parisien, una instalación única en un barco, fue creado en asociación con el restaurante, y los almuerzos y cenas se pueden servir en las mismas condiciones excelentes y con las mismas ventajas que en el restaurante... Puede verse que el café tiene la apariencia de un porche soleado precioso, decorado con gusto francés con una celosía de hiedra y otras plantas trepadoras, y está provisto de pequeños grupos de sillas alrededor de mesas muy prácticas.

### Lugares de encuentro

#### Salón de fumadores

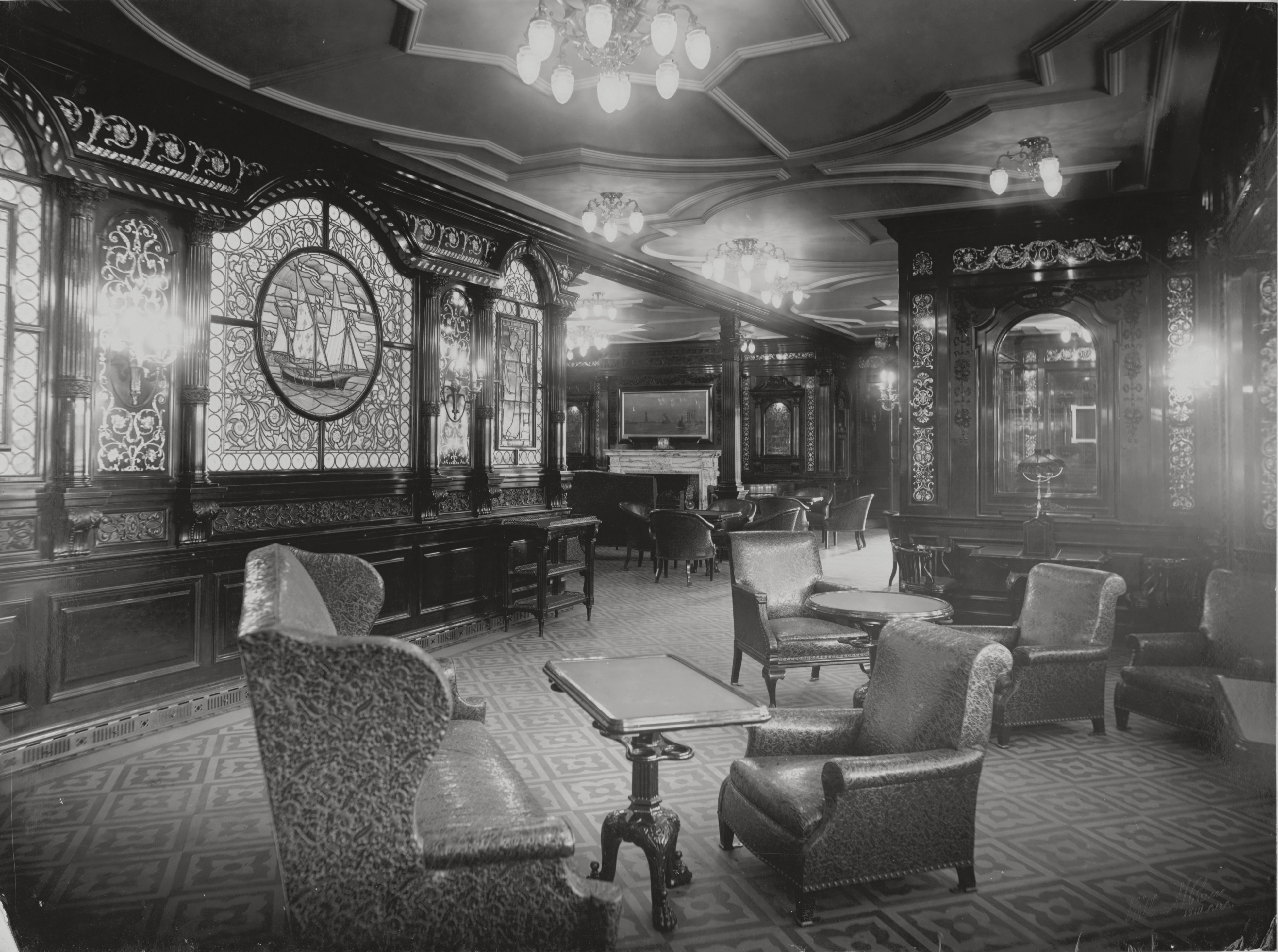
Salón de fumadores de primera clase del Olympic, idéntico al del Titanic, aunque se diferenciaban por el cuadro situado justo encima de la chimenea.

Los clientes de primera clase disfrutaban de un salón de fumadores de estilo georgiano en la trasera de la cubierta A. De acuerdo con las normas de la época, únicamente los hombres tenían acceso. Con el fin de reproducir la atmósfera de los clubes masculinos del continente, estaba decorado con paneles de madera de caoba oscura, con incrustaciones de nácar y adornados con muchos vitrales y hornacinas. El suelo se cubrió con baldosas de linóleo azul y rojo. 
En el centro de la pared posterior había una chimenea rematada por un cuadro de Norman Wilkinson que representaba El Puerto de Plymouth. Esta chimenea era la única a bordo en la que se mantenía un fuego real, las otras funcionaban con electricidad. El mobiliario estaba tapizado con cuero, cuyo color es indeterminado (probablemente verde o burdeos).
Se accedía a la sala a través de la Gran Escalera trasera, y a la derecha de la chimenea había una puerta giratoria que conducía al café Verandah. Debido a la chimenea, la sala tenía forma de U, la evacuación de vapor se encontraba entre las dos líneas. Esta área también albergaba un aseo.
La sala de fumadores era el lugar favorito de los jugadores que recorrían el Atlántico. Los tramposos profesionales también viajaban a bordo bajo seudónimo, y el administrador únicamente pudo advertir a los pasajeros contra esta plaga: de hecho, los pasajeros jugaban bajo su propio riesgo. Al menos cuatro jugadores profesionales viajaban a bordo del Titanic. Los cigarros y las bebidas estaban a disposición de los pasajeros que tenían que hacer la solicitud a los administradores responsables del bar adyacente.

#### Salón principal

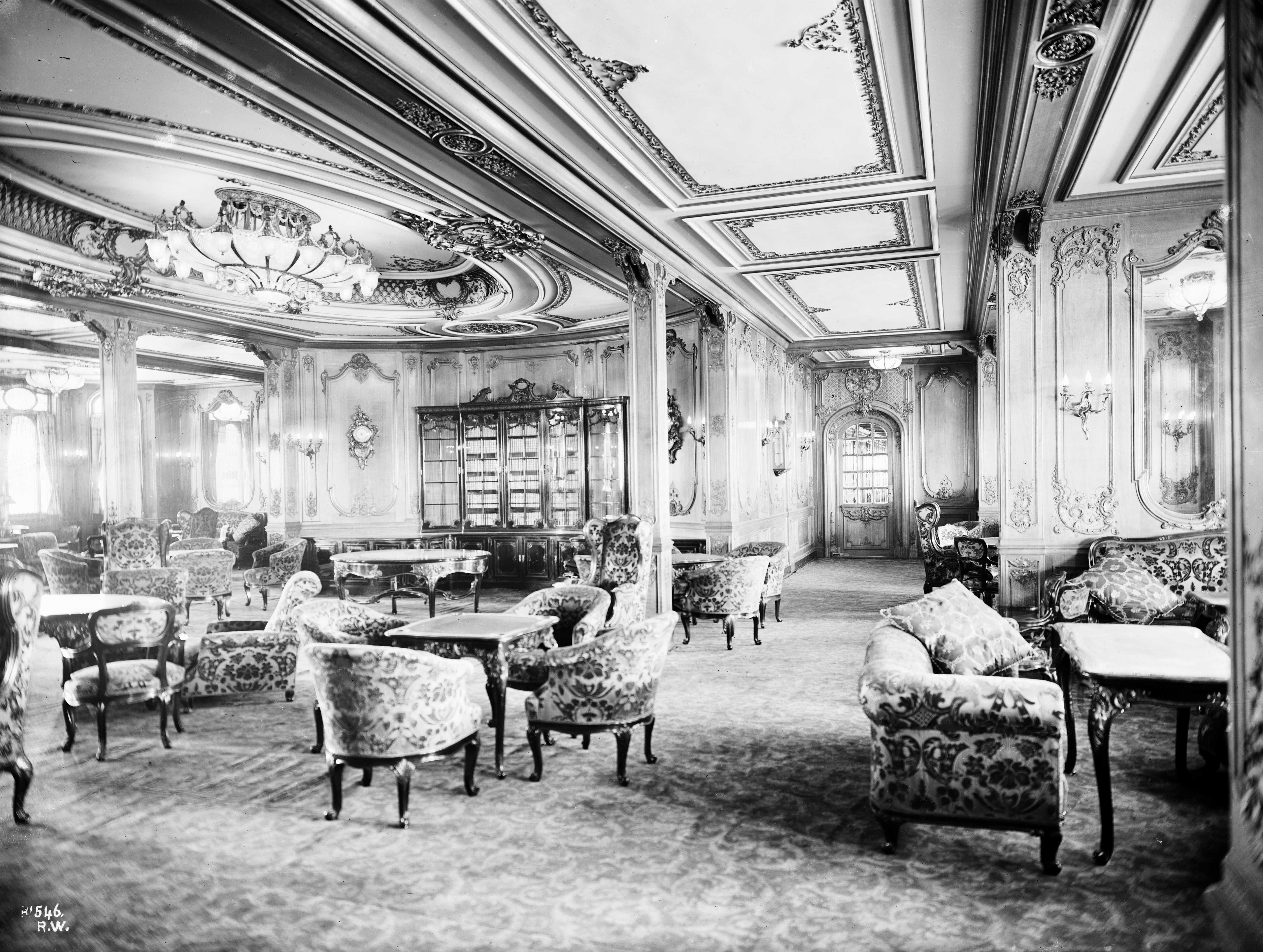
Salón principal de primera clase del Olympic, muy similar al del Titanic.

De estilo Luis XV, el salón principal de primera clase ocupaba el centro del puente de la cubierta A, entre las dos Grandes Escaleras de primera clase. Contaba con una chimenea de mármol y una biblioteca y su decoración tenía réplicas de objetos del Palacio de Versalles. La chimenea estaba coronada por una réplica en miniatura de la Artemisa de Versalles. La pieza estaba realizada con tonos predominantemente verdes y dorados. El centro de la habitación tenía una cúpula, conectada a un respiradero de cubierta, diseñada para ventilar la habitación y en su centro una gran araña de cristal ovalada. Una docena de particiones creaban rincones que brindaban a los pasajeros un poco de privacidad. Se accedía por dos corredores o por dos vestidores con vista al puente del paseo. Como la mayoría de las chimeneas de la nave, funcionaba con electricidad por razones de seguridad.
Como gran parte de las instalaciones públicas del buque, el salón principal estaba abierto de 8:00 a 23:30. Daba la bienvenida a hombres y mujeres, y una tienda cercana permitía a los pasajeros solicitar bebidas. Los libros también podían solicitarse a un administrador: además de la colección habitual de la nave, los libros más vendidos eran los proporcionados regularmente por un club afiliado al Times.
Los planos originales del barco muestran un cuarto oscuro en el vestuario de estribor que conduce al salón. Los planos más recientes, incluidos los distribuidos a los pasajeros de primera clase, no contaban con este tipo de instalaciones y, de hecho, la idea se abandonó. Los clientes que lo desearan, sin embargo, podían instalar, en su camarote, sus equipos necesarios para el revelado de sus fotografías.

#### Salón de lectura y correspondencia

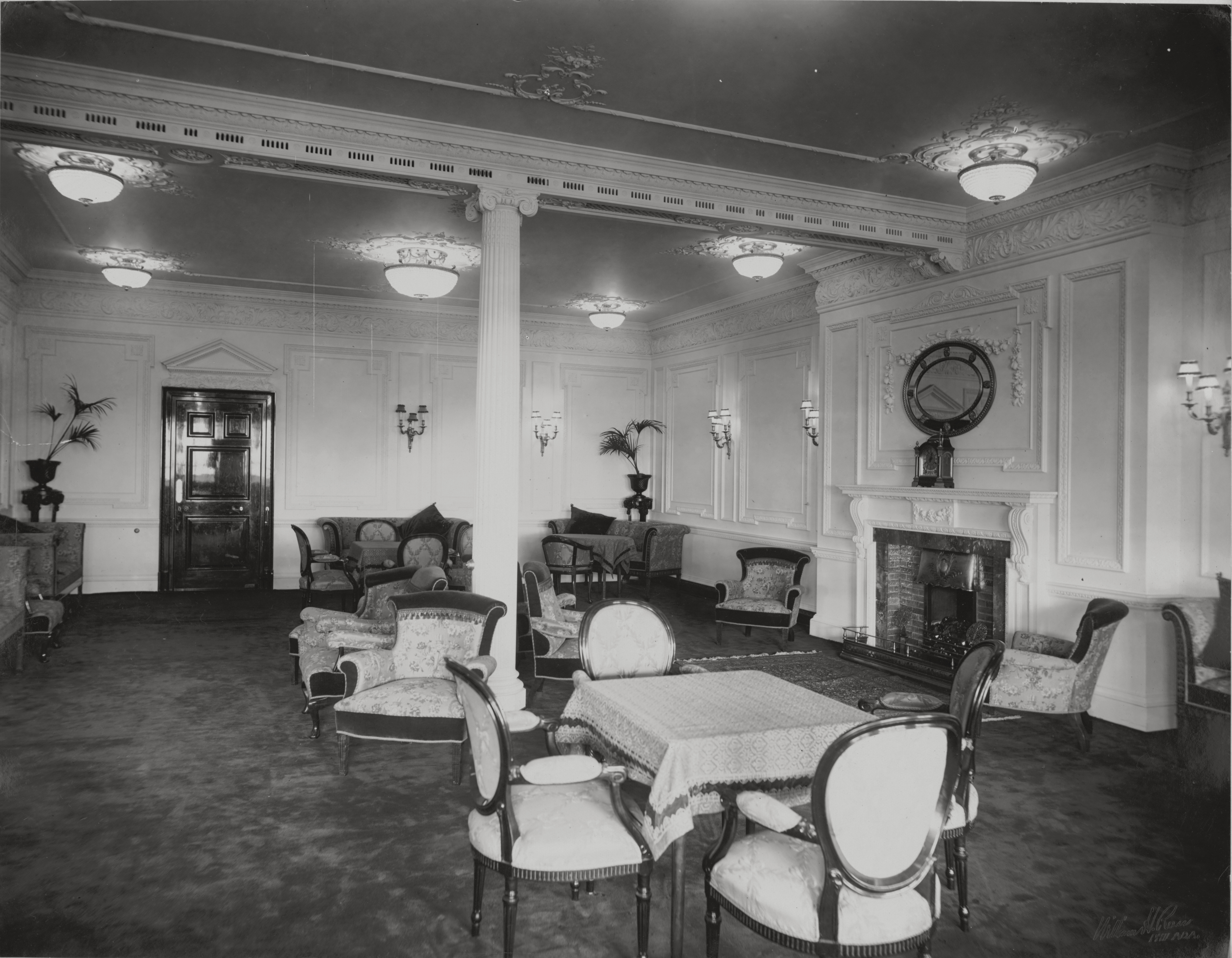
El salón de lectura y correspondencia del Olympic, equiparable al del Titanic.

Este salón, en cierto modo, era la contraparte femenina de la sala de fumadores. No era exclusivamente para mujeres, pero se diseñó con el fin de servir como su gabinete, y pocos hombres asistían. Se encontraba en la cubierta A, a babor, delante del salón general.
Era una habitación suntuosa de estilo georgiano, con ventanas desde el piso al techo de 3,30 metros de altura. El salón estaba equipado con mesas y sofás, así como cuatro mesas de escritura con lámparas. La sala también estaba iluminada por numerosas lámparas en la pared y en el techo. Esta sala contaba con bastante iluminación, tanta que un periodista había criticado como deslumbrante la iluminación de la sala de lectura del Olympic.
Los pasajeros escribían su correo en papel de carta con el membrete de la compañía o las postales con la fotografía del Titanic compradas en la peluquería. Luego, podían dejar el correo en una caja provista para este propósito, cerca de la entrada al salón. Sin embargo, esta sala de lectura no fue muy popular. Thomas Andrews, diseñador del barco, planeó reducirla, y estaba previsto para hacerlo a bordo del tercer barco de la serie, el Britannic, todavía en construcción. Los camarotes debían ocupar el espacio liberado.

#### Sala de recepción

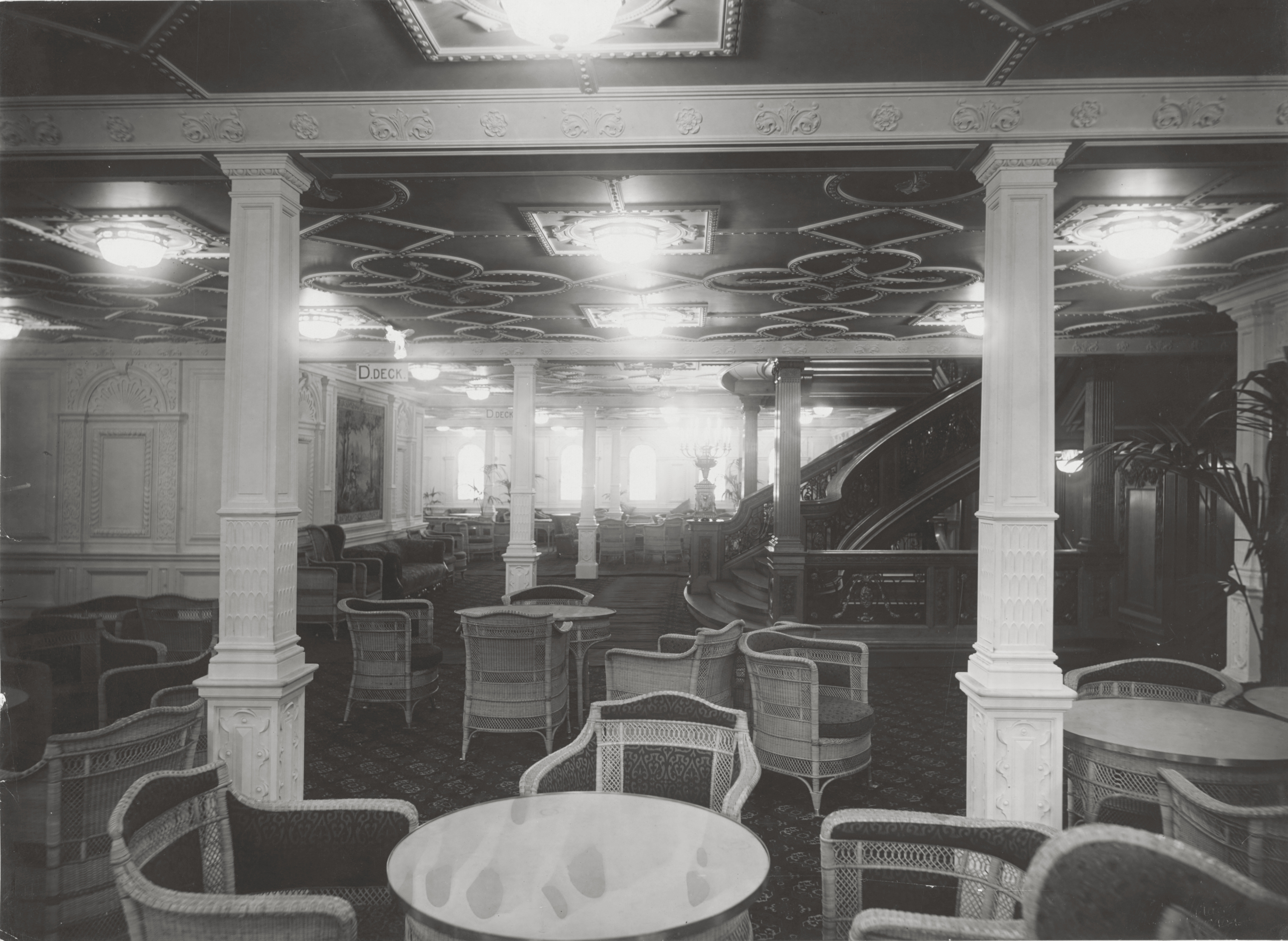
Fotografía de la sala de recepción del Olympic, análoga a la del Titanic.

El comedor de primera clase del Titanic estaba asociado a una gran sala de recepción de 460 m². Se encontraba al pie de la Gran Escalera en el puente D. El pie de la rampa central tenía como decoración un candelabro. La sala también estaba cerca de otras dos salas —una a cada lado de la nave— para dar cabida a algunos de los pasajeros de primera clase durante el embarque. Era de estilo jacobino y sus paredes blancas estaban decoradas con molduras; su piso fue cubierto por una alfombra gruesa y colorida. Frente al arranque de la escalera se encontraba un imponente tapiz de Aubusson: La caza del duque de Guisa.' Alrededor del tapiz, la pared estaba decorada con letras que indicaban el nombre del puente.
La sala estaba equipada con muchas sillas y mesas de ratán, y tenía capacidad para 600 personas. De hecho, se notó durante el viaje inaugural del Olympic, cuya sala de recepción era entonces un poco más pequeña, que la sala se llenaba rápidamente después de la cena, siendo el salón más popular del buque, por lo que se amplió su tamaño en octubre de 1911,  diseño que más tarde se replicó en el Titanic. En estribor, se reservó un espacio para el quinteto de la orquesta y un piano de cola Steinway & Sons.
La sala generalmente daba la bienvenida a los pasajeros antes y después de las comidas. Las actuaciones de la orquesta se escuchaban de 16:00 a 17:00 horas, mientras se servía el té y después de la cena, a partir de las 20:00 a 21:15 horas. Los comisarios suministraban licores y cigarros hasta las 11:00 p. m., cuando la sala cerraba. En general, la sala estaba muy ocupada durante las actuaciones de la orquesta, luego los pasajeros se reunían en las otras salas del barco.

### Otras instalaciones

#### Puentes de paseo

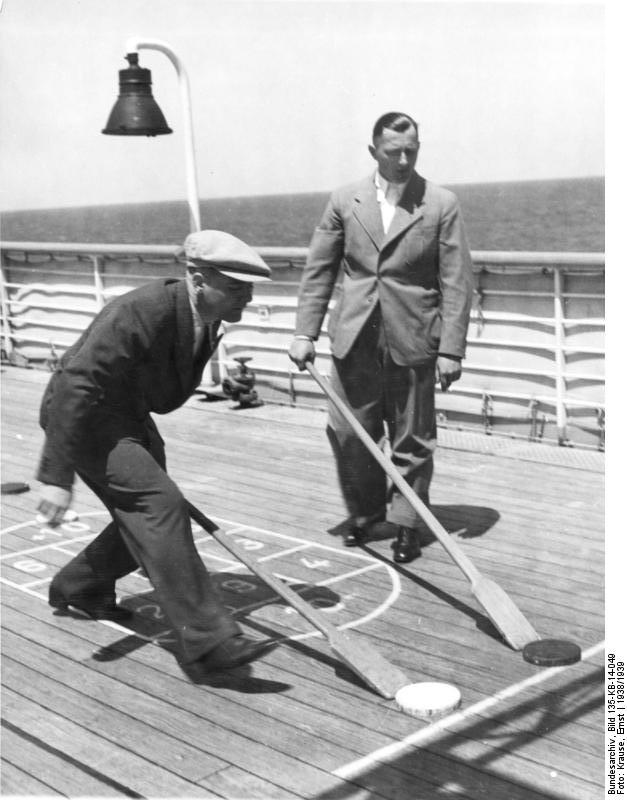
En la cubierta superior, los pasajeros podían jugar al shuffleboard (aquí en un barco alemán en la década de 1930).

Los pasajeros de primera clase podían recorrer el barco por una pasarela cubierta. En contraste con la de su gemelo el Olympic, la cubierta del Titanic estaba provista de ventanas en toda su parte frontal para ofrecer un espacio de paseo cerrado y el resto abierto, ya que no contaba con un paseo acristalado como en el Olympic, que de hecho, tenía dos puentes, uno en la cubierta A totalmente abierto y el segundo, ubicado en la cubierta B, donde los pasajeros de primera clase podían hacer el recorrido del barco en un paseo por el puente totalmente cerrado. los  paseos eran tan populares que en el Olympic las hamacas estaban prohibidas en el paseo marítimo de primera clase para no entorpecer a los caminantes. La parte trasera de este puente servía de base para el mástil trasero de la nave. Las escaleras en la parte delantera del puente, ubicadas a ambos lados del barco, brindaban acceso a las cubiertas superior e inferior. Las partes cubiertas y descubiertas estaban separadas por particiones con una ventana y puertas bastante sobrias y resistentes, a fin de aislar la parte cubierta para mantener el calor.
Una cortina podía bajarse frente a las aberturas para proteger a los pasajeros del sol, como lo demuestran las fotografías tomadas por Frank Browne durante la escala del Titanic en Cobh. En esta cubierta, los pasajeros del barco podían alquilar una silla del salón. Estas sillas estaban numeradas —pares a estribor e impares a babor— y tenían ubicaciones específicas que se podían reservar. Para evitar impacto de pasajeros supersticiosos, ninguna silla tenía el número 13.
La cubierta de botes también estaba dedicada, en su parte central —donde la vista era clara, debido a la ausencia de botes salvavidas—, a los pasajeros de primera clase. Podían jugar a juegos, como el shuffleboard, que se jugaba en la terraza —formada por la parte elevada del salón de primera clase y el salón de lectura y correspondencia en la cubierta A—.
En la cubierta de botes, cada extremo del paseo marítimo de las primeras clases estaba cerrado por una barrera que delimitaba, en la parte trasera, el paseo de los mecánicos, y en frente, el de los oficiales. Sin embargo, el oficial al mando podía proporcionar a ciertos pasajeros que así lo solicitaran un permiso para visitar el puente de mando acompañado por un oficial.

#### Oficina de información y comisario de a bordo
En la Gran Escalera, en la cubierta C, los pasajeros de primera clase tenían acceso a un mostrador de información adyacente al del asistente a bordo. La oficina ventanilla sobre un arco, las barandillas definían las colas, y los carteles de los folletos se encontraban cerca. La oficina del comisario contiene la caja fuerte del buque.
A bordo de un barco como el Titanic, el comisario, Hugh McElroy, en realidad actuaba como el gerente de un hotel y era responsable de satisfacer las necesidades de los pasajeros. Era a través de él que se realizaban entre otras cosas la compra de entradas para los baños turcos, la piscina y la cancha de squash. También era responsable de entregar los mensajes recibidos por telegrafía a los pasajeros y enviar los mensajes a tierra a los operadores.
El comisario mantenía en la seguridad de su oficina los efectos valiosos de los pasajeros que lo desearan para garantizar su seguridad. La caja fuerte contenía muchas joyas. Charlotte Drake Cardeza, multimillonaria de Filadelfia declaró que perdió joyas por valor de más de 100 000 $ en el naufragio.

### Escaleras

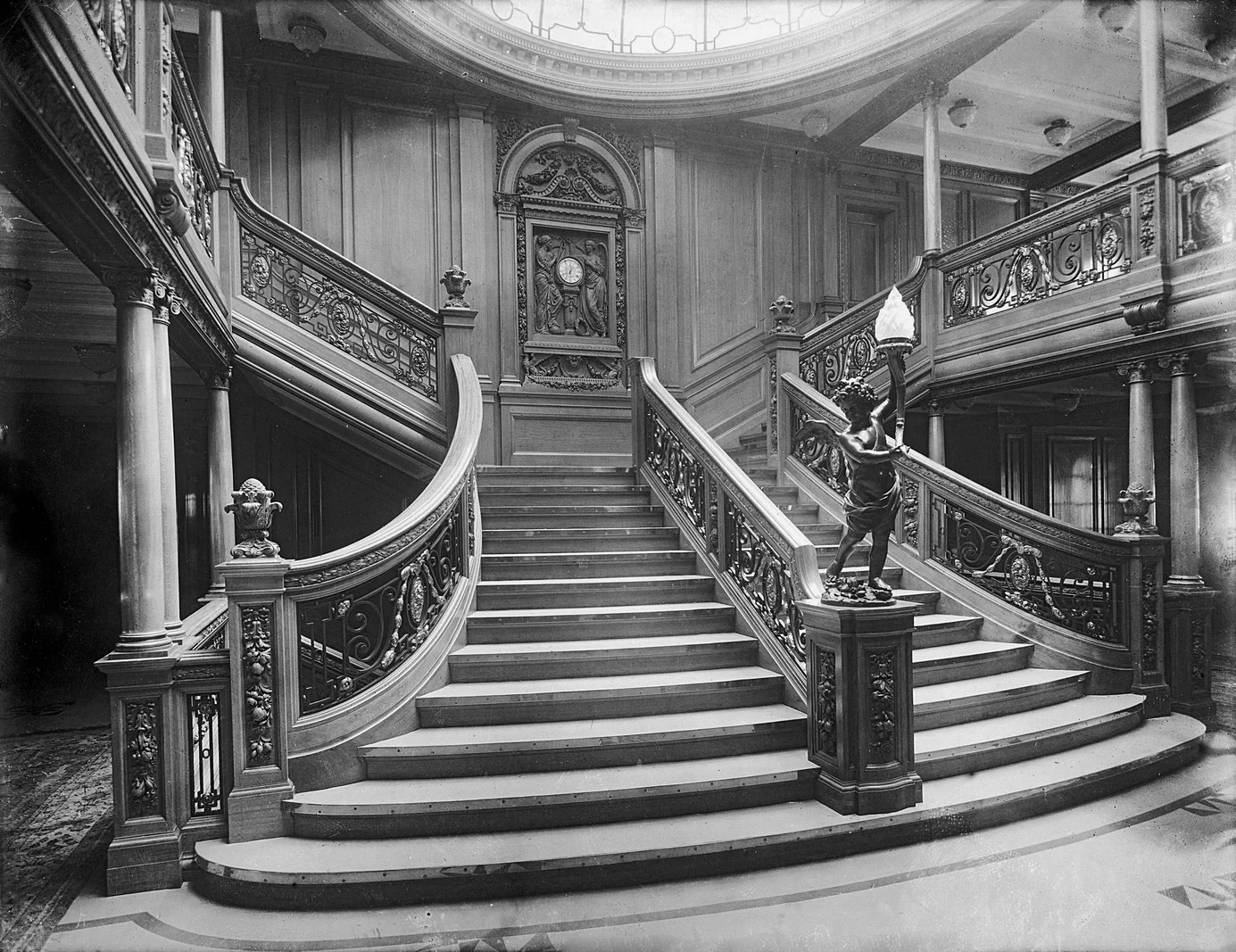
Fotografía de la Gran Escalera de primera clase a bordo del Olympic, prácticamente idéntica en el Titanic.

La Gran Escalera era un suntuoso tramo de escaleras dobles desde el puente principal hasta el puente E. Era a través de esta escalera, equipada con tres ascensores, que los pasajeros de primera clase cenaban en la cubierta D, donde la escalera se convertía en la sala de recepción. El descenso estaba superado por una cúpula de cristal, y el rellano entre el puente A y la cubierta de botes estaba decorado con un reloj rodeado por una escultura, El Honor y la Gloria coronan el Tiempo.

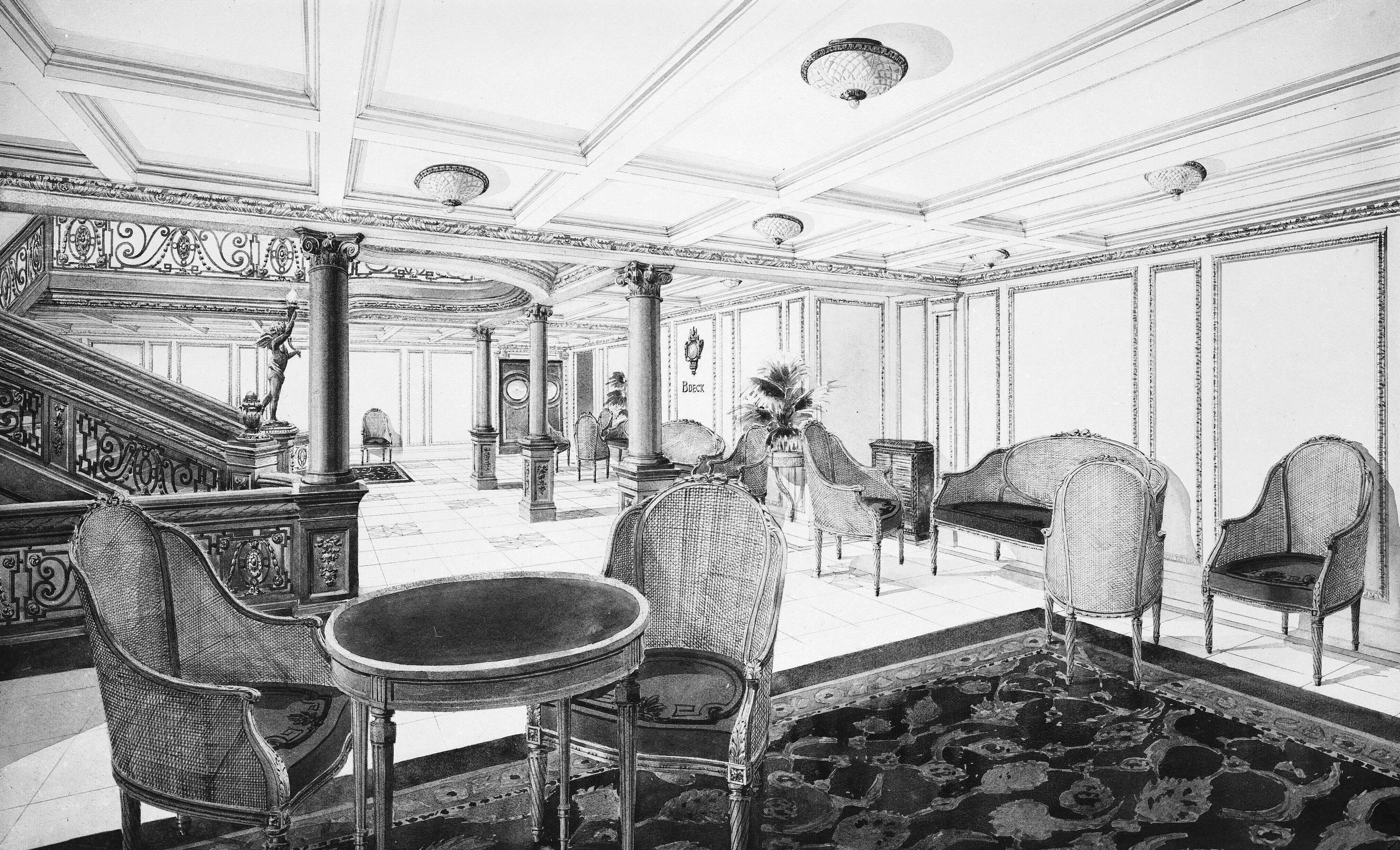
Grabado del nivel de la cubierta B a su paso por la escalera trasera de primera clase del Titanic. Este nivel funcionaba como recepción del restaurante Á la Carte y del Café Parisien. Lamentablemente, no existen fotografías de esta estancia.

En cada puente, el pie de la balaustrada central de la escalera estaba adornado con un querubín que sostenía una antorcha. En el lado opuesto había un reloj más simple, y los sillones estaban dispuestos a lo largo de la pared. Cada rellano daba acceso a los pasillos que conducían a los camarotes de primera clase. A nivel del puente de los embarques, la Gran Escalera estaba equipada con un piano y podía acomodar al quinteto de la orquesta del barco. La escalera era de doble vuelo hasta el final, a excepción del puente E, donde era simple. A la izquierda de la escalera en ese puente, había una escalera que conducía a los baños turcos, pero no tenía el estilo arquitectónico de la Gran Escalera.
Una réplica menos suntuosa de esta escalera se encontraba entre las dos chimeneas traseras del barco, que conectaba el puente A con el puente C; la cual servía al salón de fumadores, al restaurante Á la Carte, al Café Parisien y a la peluquería.

## Alojamiento

### Camarotes
Las cabinas o camarotes de primera clase se extendían desde la cubierta de botes a la cubierta E. Las de la cubierta de botes eran una novedad que apareció a bordo del Titanic y estaban ubicadas entre la Gran Escalera y las habitaciones de los oficiales. Se denominaban T, U, W, X, Y y Z. Las cabinas de los otros puentes se nombraban por la letra que designaba la cubierta seguida de un número. Se podían alojar entre una y tres personas y, si era necesario, se agrupaban para formar apartamentos, que ofrecían, por ejemplo, un dormitorio y una sala de estar. Había 370 camarotes y 4 salones. En la cubierta E, se podían usar 46 cabinas alternativamente para pasajeros de primera y segunda clase, según fuera necesario.

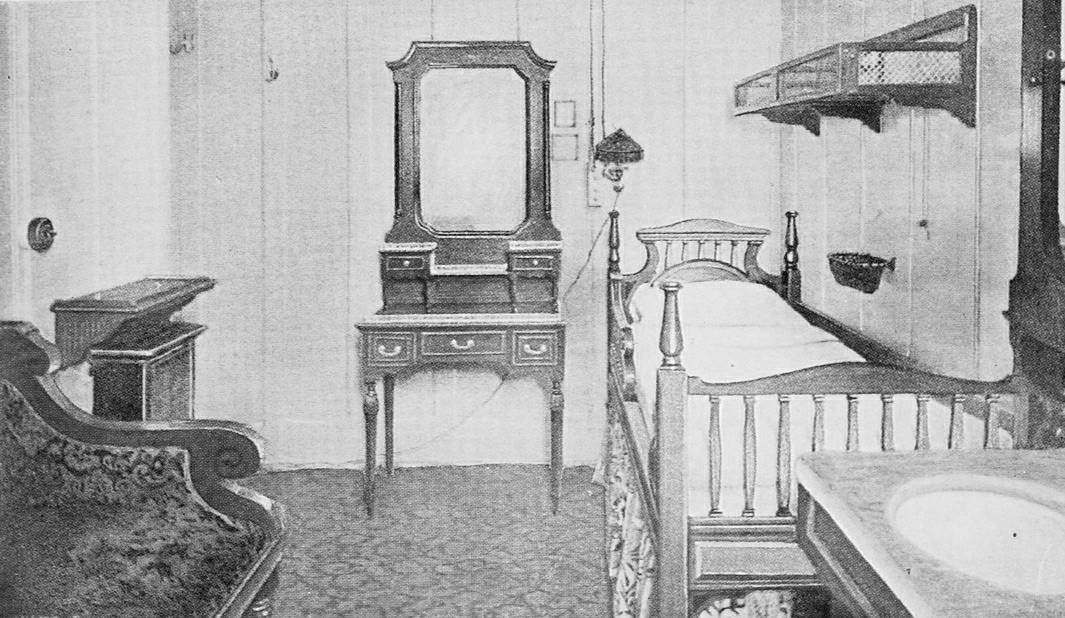
Dormitorio de la cabina estándar B-21 de primera clase a bordo del Olympic, muy similar en el Titanic.
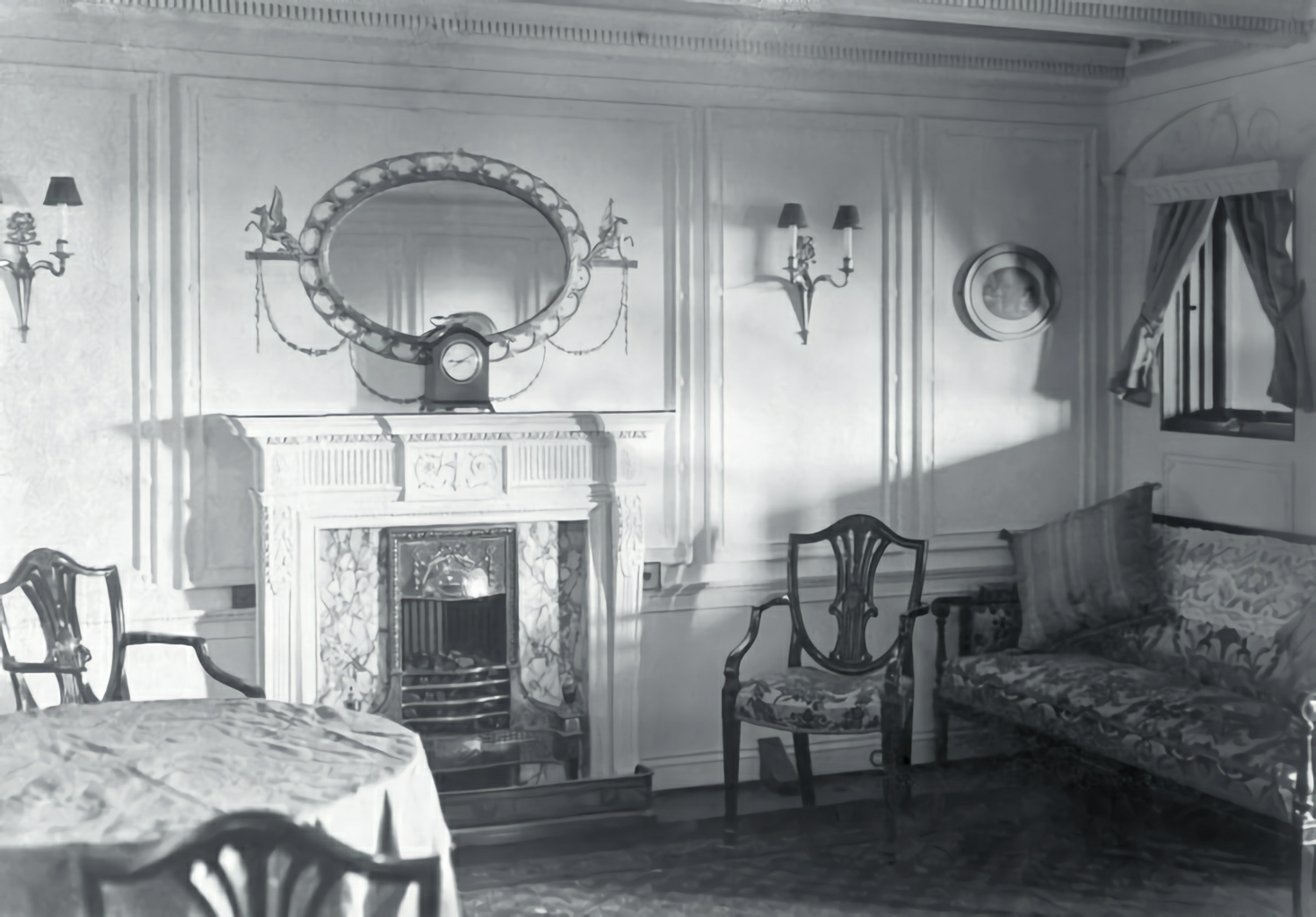
Salón de la «Suite de los Millonarios» B-51, decorado al estilo Adam.
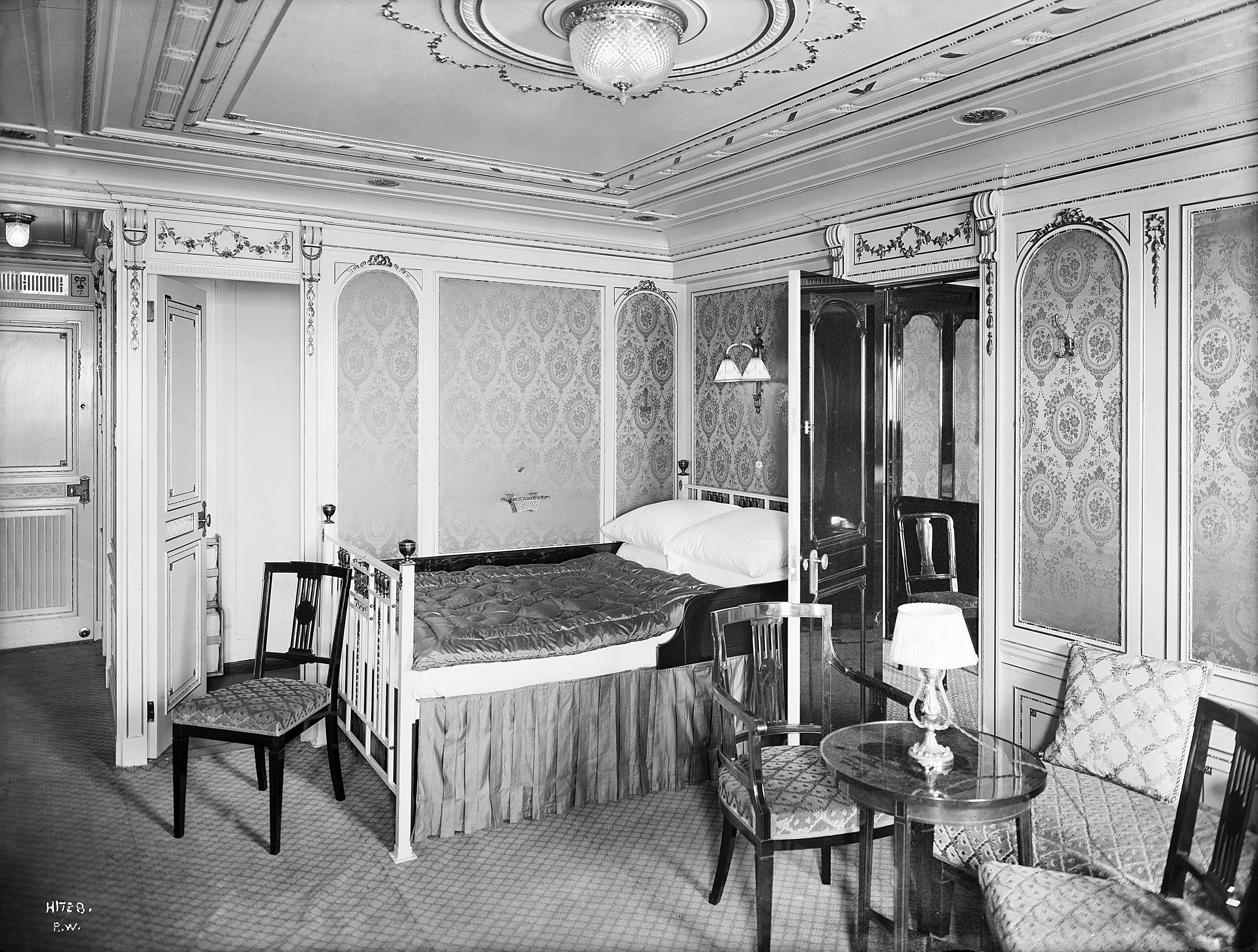
Suite B-58, decorada en el estilo Luis XVI.
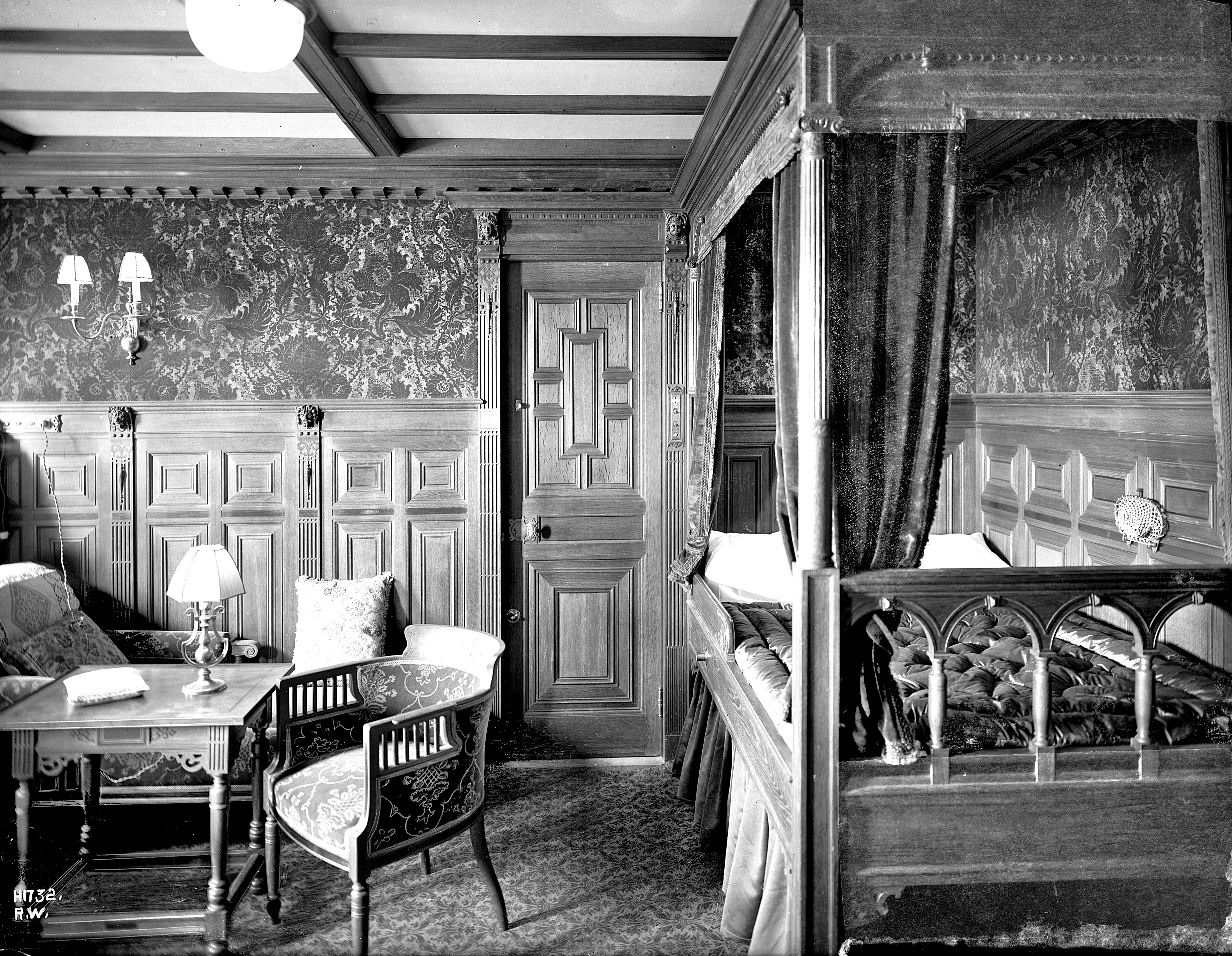
Suite B-59, decorado en estilo neerlandés antiguo.

Las cabinas se colocaban en los lugares del barco donde las vibraciones se sentían menos, es decir, en el centro de la nave. Todas ellas gozaban de un confort superior al de los otros barcos de la época, con armario, sofás y aire acondicionado. Algunos camarotes también tenían enlaces telefónicos con las oficinas.
Las más lujosas estaban situadas en la cubierta B y en la cubierta C. De dichas suites, 34 estaban decoradas en estilos específicos que iban desde el renacimiento italiano hasta el estilo Imperio. Había diecinueve variaciones diferentes a bordo del Titanic —quince para los dormitorios, cada uno usado dos veces y cuatro para los salones— que pertenecían a once estilos diferentes (consulte la tabla a continuación).
| Estilo                | Descripción                                                                            | Cabina   |
| --------------------- | -------------------------------------------------------------------------------------- | -------- |
| Salón                 |                                                                                        |          |
| Regencia              | Paneles de caoba realzados con dorados y esculturas.                                   | C55, C57 |
| Adam                  | Paneles blancos con puertas de caoba.                                                  | B51      |
| Luis XIV              | Paneles en roble tallado                                                               | C62      |
| Luis XVI              | Paneles en nogal y sicomoro                                                            | B52      |
| Dormitorio            |                                                                                        |          |
| Adam                  | Paneles y puertas blancas                                                              | C64, C90 |
| Luis XIV              | Paneles en roble tallados (más sencillo que el salón)                                  | B70, C75 |
| Luis XV               | Paneles de roble tallados y pintados en gris                                           | B82, C79 |
| Luis XVI              | Paneles en roble                                                                       | B81, C88 |
| Luis XVI              | Paneles blancos decorados con revestimientos de seda dorada y damasco, camas de cobre. | B58, C63 |
| Georgiana             | Paneles y adornos en nogal (estilo georgiano antiguo)                                  | C81, C86 |
| Georgiana             | Paneles blancos (estilo georgiano tardío)                                              | B69, C77 |
| Imperio               | Paneles blancos embellecidos con dorado, camas de cobre.                               | B54, C83 |
| Imperio               | Paneles blancos embellecidos con dorado, camas de caoba.                               | C57, C84 |
| Imperio               | Paneles blancos cubiertos de seda adamascada, cama con dosel                           | B64, C67 |
| Neerlandés antiguo    | Paneles en roble en roble oscuro, cama con dosel                                       | B59, C72 |
| Neerlandés moderno    | Paneles en roble, cama de cobre                                                        | B57, C70 |
| Neerlandés moderno    | Paneles en sicomoro, cama en sicomoro                                                  | B63, C74 |
| Reina Ana             | Paneles en caoba y seda adamascada                                                     | B60, C65 |
| Renacimiento italiano | Paneles y adornos en limonero                                                          | B53, C82 |

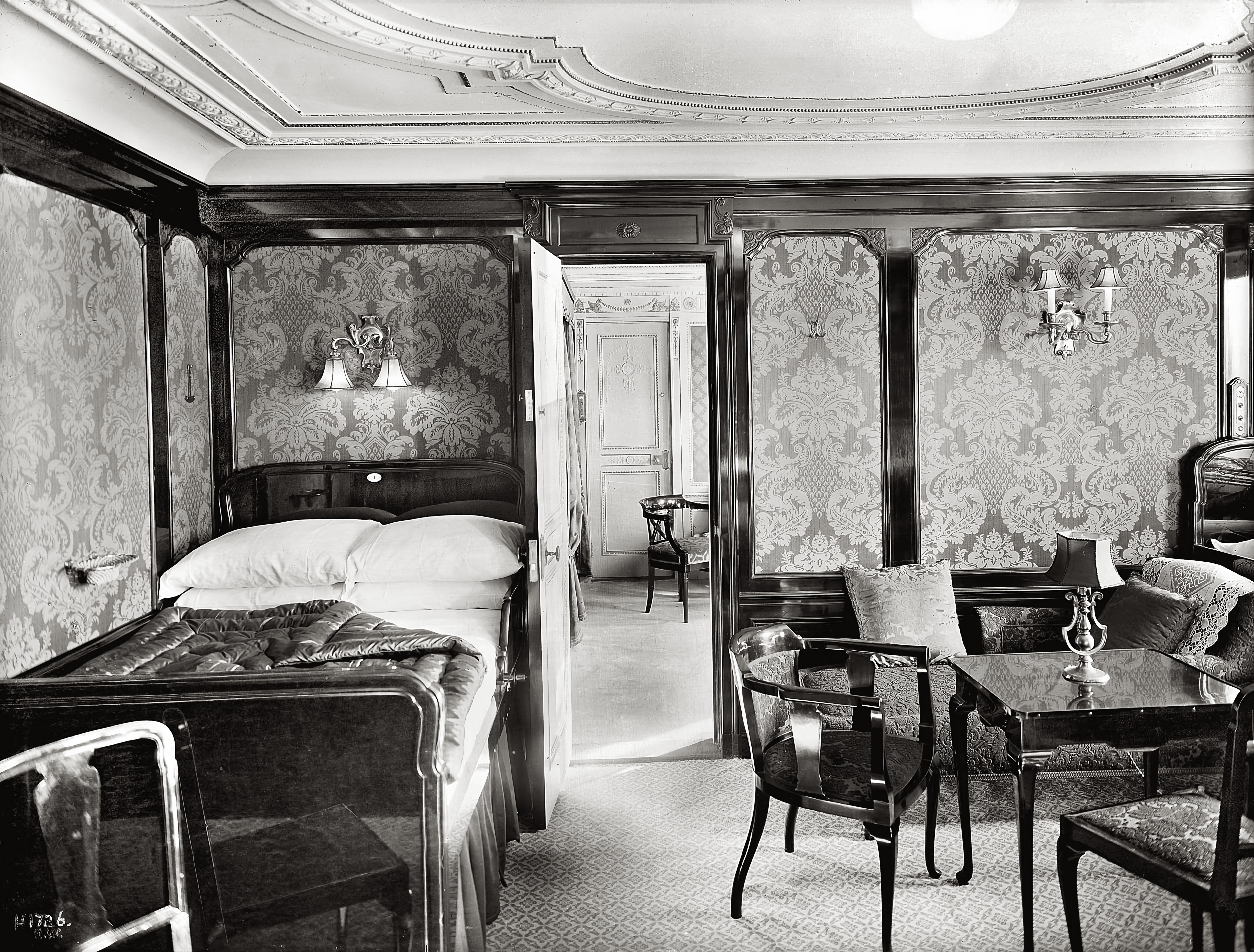
Suite B-60 del Titanic, embellecido al estilo de la reina Ana.
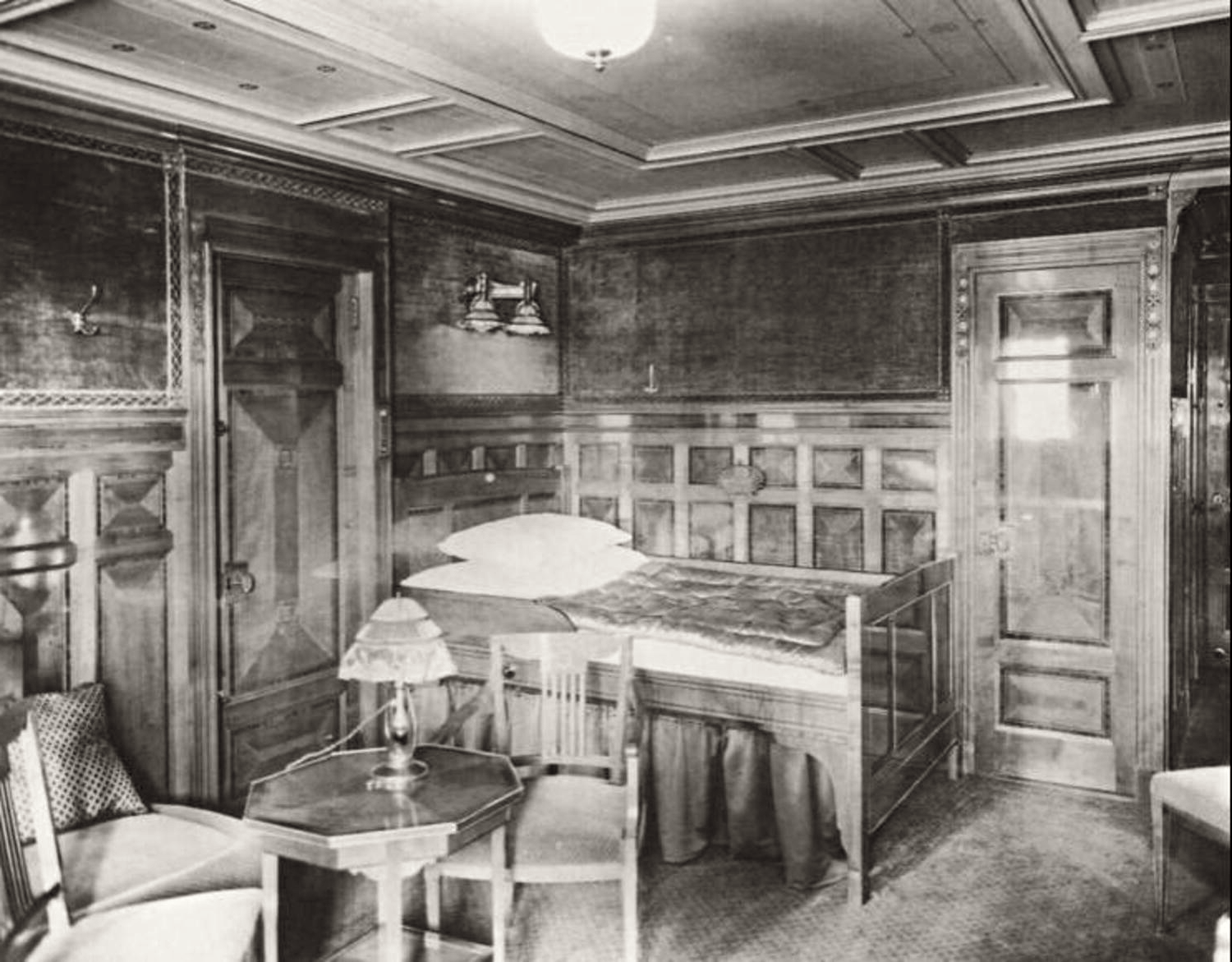
Suite de primera clase B-63 del Titanic, decorada en el estilo neerlandés moderno.
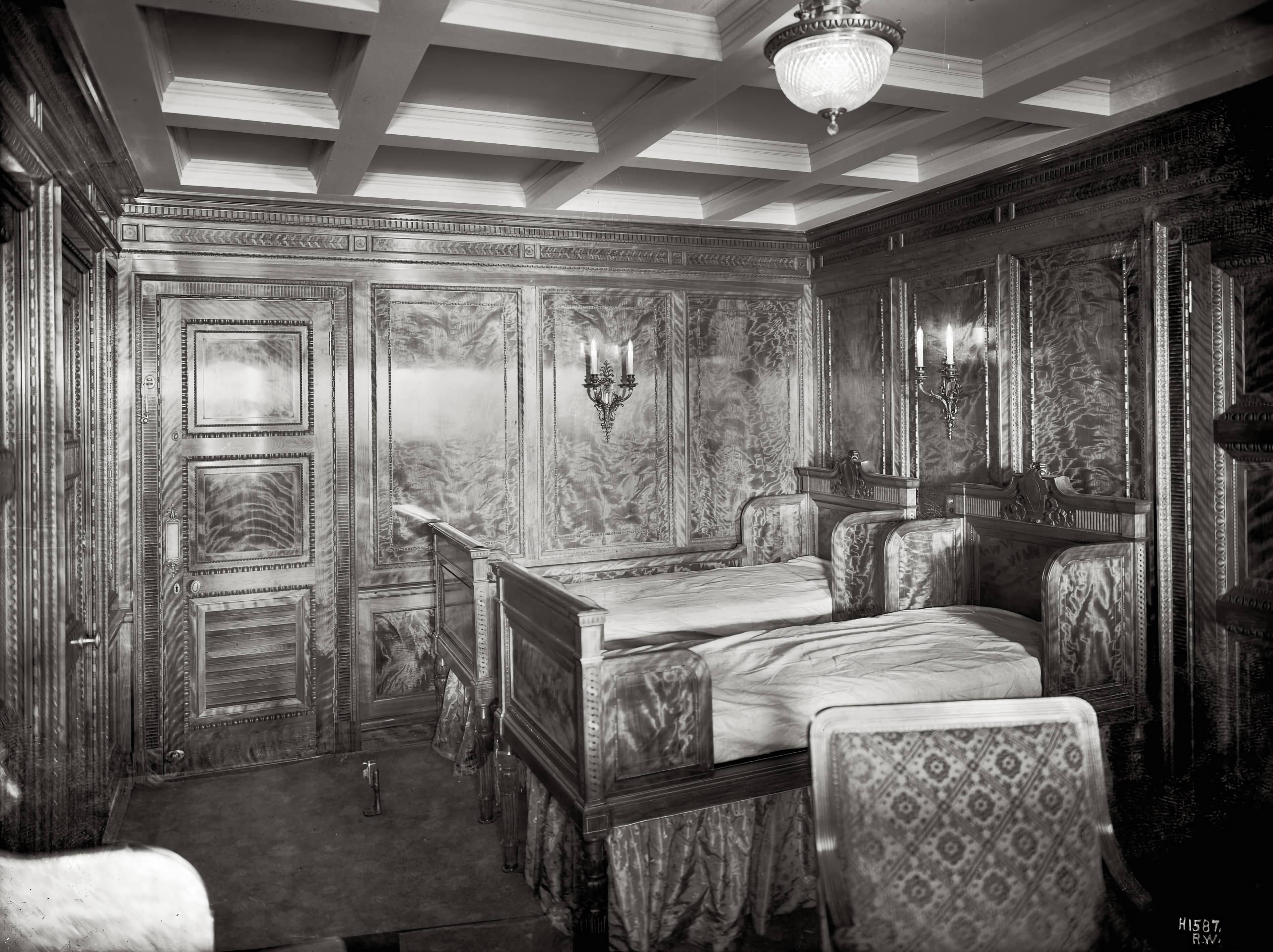
Suite C-76 a bordo del Olympic, decorada con paneles de madera satinada al estilo renacimiento italiano. En el Titanic, el diseño era similar, instalado en las suites B-53 y C-82.

Los dos alojamientos más caros del barco, apodados las "Suites de los Millonarios", se encontraban en la cubierta B. Estas suites a bordo del Titanic consistían en una sala de estar, dos dormitorios, un aseo, un baño, un aseo separado y un paseo privado de 15 metros con muebles de ratán y varias plantas. Una cabina reservada para los sirvientes también podía estar asociada con cada suite. En la película Titanic de James Cameron, Rose ocupa una de esas suites —que en realidad fue ocupada por J. Bruce Ismay—. La segunda suite fue ocupada por una multimillonaria de Filadelfia, Charlotte Drake Cardeza.
El precio de un viaje de primera clase oscilaba entre 30 y 870 £ de la época.

### Instalaciones sanitarias
A principios del siglo XX, las instalaciones sanitarias eran a menudo rudimentarias. Las condiciones de higiene y el lavado de cuerpo entero no eran una actividad diaria. De hecho, si bien el saneamiento del Titanic puede parecer de baja calidad en comparación con las instalaciones sanitarias actuales, en 1912 representaban lo mejor de su tiempo y se podían comparar a las de muchos hoteles de lujo de la misma época.
Pocos camarotes de primera clase tenían baños y aseos privados. Únicamente estaban equipados con el habitual mueble que incluía un lavabo con jofaina. Los grupos de baños y aseos estaban situados en cada cubierta equipados con cabinas, cada grupo era unisex. Las bañeras debían reservarse por un mayordomo que las preparaba. Por otra parte, el bajo número de inodoros a veces obligaba a los pasajeros a viajar largas distancias, especialmente las mujeres, que, cuando estaban en el café terraza de la cubierta A, debían cruzar el puente entero para encontrar el inodoro. A pesar de estos defectos, el Titanic, presentaba sobre este punto un adelanto respecto a sus contemporáneos. También no fue hasta 1928 que la mayoría de las cabinas de primera clase del Olympic estuvieron equipadas con baño privado, y el Titanic, probablemente habría tenido que esperar todo ese tiempo también para conseguirlo, si no se hubiera hundido.

## Durante el naufragio

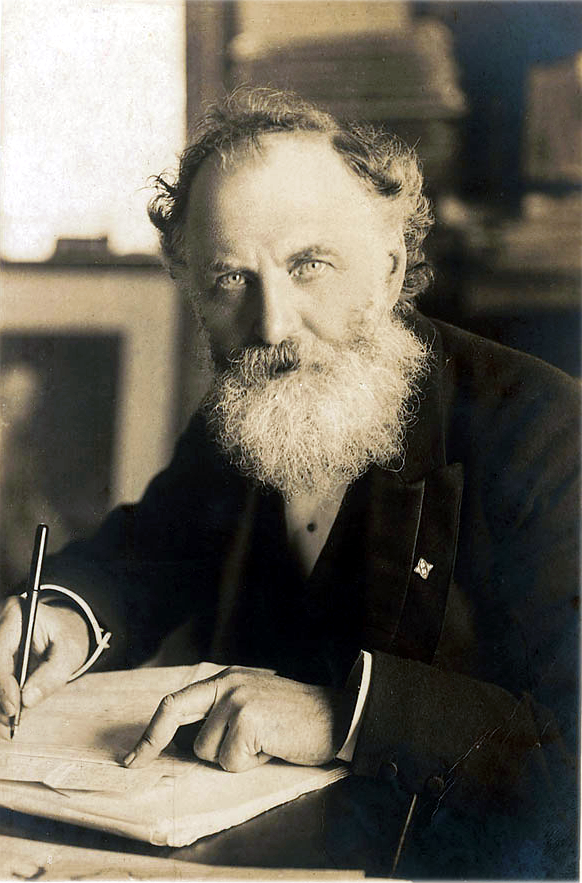
Cuando el Titanic naufragó, William Thomas Stead se quedó en la sala de fumadores para leer.

El 14 de abril de 1912 a las 23:40 horas el Titanic chocó contra un iceberg y se hundió, menos de tres horas después. Su ubicación, en el centro y cerca de la cubierta del barco, le daba a las instalaciones de primera clase un papel vital en los eventos de esa noche. La cancha de squash y los baños turcos, ubicados en la parte delantera del barco, se sumergieron rápidamente. Uno de los últimos sobrevivientes en ver a Frederick Wright, el monitor de squash, fue el Coronel Archibald Gracie, quien, ante la situación, ofreció en broma posponer el cursillo que debía tomar al día siguiente, lo que Wright aprobó, en estado de shock. Mientras los comisarios caminaban por los pasillos y les pedían a los pasajeros que subieran a la cubierta del barco vistiéndose con ropa cálida, una multitud se reunió en el gran salón donde tocaba la orquesta. De hecho, hacía mucho frío afuera, y el vapor expulsado de las chimeneas hacía un ruido ensordecedor, lo que empujaba a los clientes a permanecer en el interior.
Del mismo modo, el gimnasio estaba lleno. Los pasajeros se apresuraban allí a esperar un sitio con calor para abordar un bote salvavidas. Allí el multimillonario John Jacob Astor IV desentrañó un chaleco salvavidas con sus estilográfica bajo los ojos de su esposa Madeleine para distraerla, mientras el monitor deportivo, Thomas McCawley, le decía a cualquiera que quisiera escuchar que no usaría semejante vestimenta, el chaleco, para no avergonzarse en su baño. Durante la noche, la orquesta se instaló cerca del gimnasio y continuó tocando.
El puente del paseo tampoco estaba vacío. De hecho, fue desde ahí y desde la cubierta de la embarcación que los pasajeros subieron a los botes, aunque se tardó un poco en abrir las ventanas de la parte cubierta del puente. Esto explica que el bote n.º 4, esperase en el puente A durante casi una hora antes de ser cargado con cierto número de mujeres juntas de la alta sociedad, incluyendo las señoras Astor, Ryerson, Carter, Thayer y Widener. El ambiente era alegre al principio. Los pasajeros enviaban chistes a sus compañeros que salían en los botes, aconsejándoles no ir demasiado lejos porque podrían no ser capaces de volver, o que mantuvieran su billete para volver a bordo. Posteriormente, la situación se fue volviendo más tensa, y los pasajeros deseaban embarcarse más rápidamente en los botes, pero en general se mantuvieron tranquilos. John Jacob Astor le preguntó al oficial Charles Lightoller si podía embarcarse con su esposa, pero no protestó por la negativa que se le hizo.
En la sala de fumadores se encontraban los que habían decidido no salvar sus vidas. Un camarero vio a Thomas Andrews, el diseñador del barco, mirando fijamente la imagen que adornaba la chimenea y un chaleco salvavidas abandonado a su lado. Cerca de allí, el periodista William Thomas Stead estaba absorbido por la lectura de un libro. En la misma sala, el mayor Archibald Butt y su amigo el pintor Francis Davis Millet competían en una última partida de cartas con Clarence Moore y Arthur Ryerson. El barco finalmente se rompió en la parte posterior de la gran escalera, mientras que la mayoría de las instalaciones de primera clase se sumergían.

## Sobre el pecio

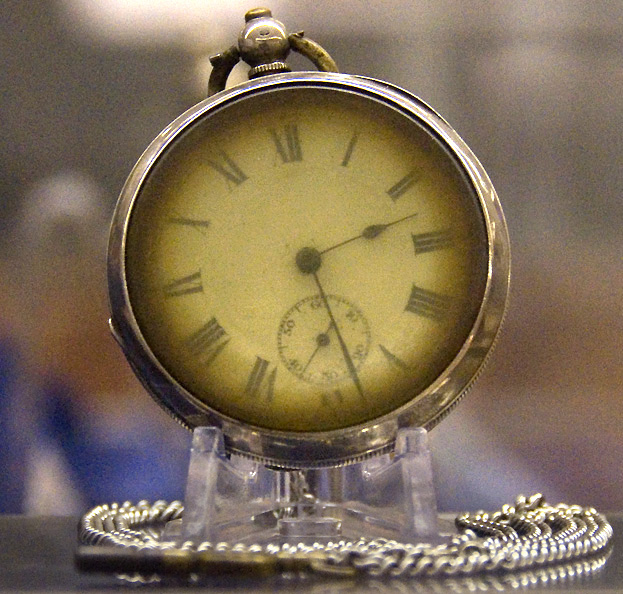
Reloj de bolsillo recuperado de una víctima desconocida del desastre, mostrando el horario de 2:28.

Cuando se descubrieron los restos del Titanic en septiembre de 1985, Robert Ballard descubrió que el barco se había partido en dos secciones. La sección de proa estaba en buenas condiciones y las expediciones pudieron recopilar imágenes de algunas instalaciones de primera clase. El gimnasio se encontraba en un estado reconocible, aunque su techo se derrumbó durante las siguientes inmersiones. La palanca de control de potencia de los caballos eléctricos, por ejemplo, todavía está en su lugar. Del mismo modo, la parte delantera del paseo semicerrado de la cubierta A estaba bien conservada, aunque había estalactitas de óxido. La Gran Escalera por su parte, colapsó sobre sí misma y el hueco en el que alguna vez estuvo la cúpula de cristal sirve como punto de entrada para sumergibles guiados dentro del interior de la estructura. Elementos tales como lámparas de araña y columnas ligeramente dañadas fueron capaces de ser observadas, así como algunos camarotes de primera clase.
El barco se rompió entre las dos últimas chimeneas, y la estructura del frente se desplomó detrás de la sala de lectura. La parte trasera explosionó en el hundimiento y las instalaciones que estaban allí (salón de fumadores, restaurante À la Carte, Cafés Parisien y Verandah) están irreconocibles. Un campo de escombros se extiende entre las dos grandes secciones en las que está dividida el pecio, en el que se puede observar la estatua de la Artemisa de Versalles que estaba en el salón principal, y una de las esculturas de los querubines de la Gran Escalera de popa. Este último fue sacado a la superficie y restaurado.
También se descubrió una de las cajas fuertes de la nave, revelando que perdió su fondo por efecto del óxido, y está vacía.

## En el cine
Las instalaciones de primera clase del Titanic son a menudo las más emblemáticas de la nave, y las más representadas. Mientras que algunas reconstrucciones como las del Titanic de 1943 y la de 1953 no son muy fieles a la realidad, otras son mucho más rigurosas. Los realizadores de La Última Noche del Titanic utilizaron los planos originales del transatlántico para reconstruir 13 decoraciones interiores.
La película con las representaciones más fieles, sin embargo, es la película Titanic, de James Cameron. El gimnasio está bien reconstruido a tamaño real. Lo mismo para varias cabinas de primera clase, una de las Parlour Suites, la sala de fumadores y la Cafetería Verandah de babor. Sin embargo, el salón principal de primera clase se reconstruyó en miniatura, y los actores fueron integrados posteriormente por ordenador. La Gran Escalera y el comedor fueron a su vez reconstruidos en escenarios inclinables e inundables. El detalle se traslada a la reproducción de vajilla con las marcas de la White Star Line, y las alfombras suministradas por los mismos proveedores que abastecieron al barco original.

## Sobre las naves gemelas del Titanic

### El Britannic, novedades nunca materializadas

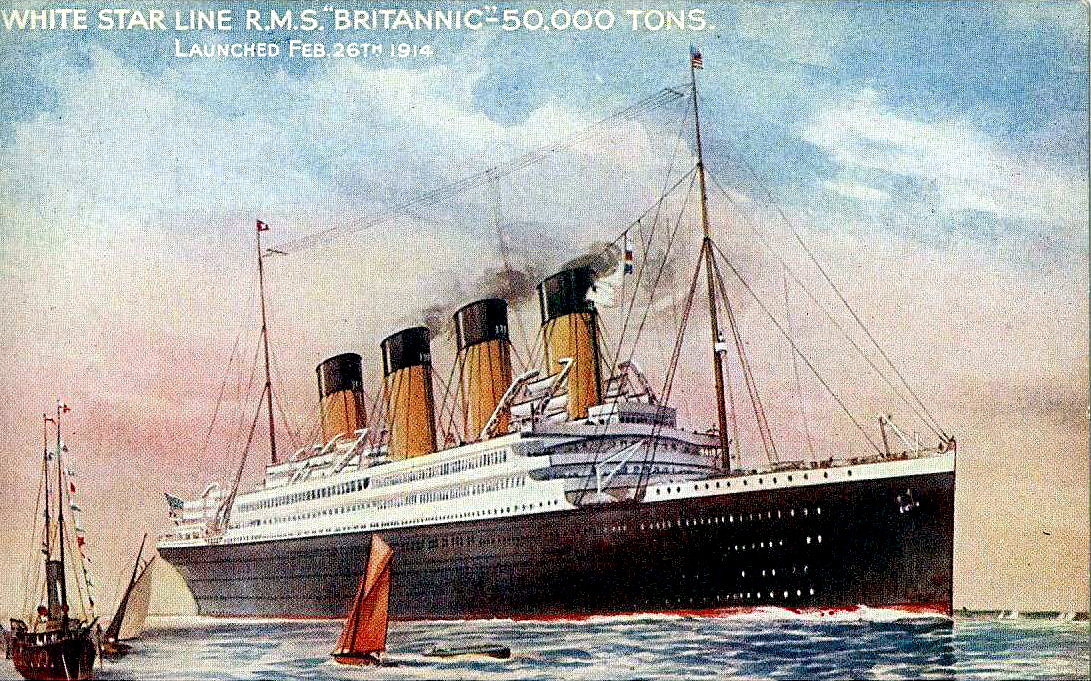
Cartel promocional del lanzamiento del Britannic, que lo representa con el aspecto que hubiera tenido tras la I Guerra Mundial. Los planos y diseños interiores planeados lo hubieran convertido en el buque más lujoso de su clase.

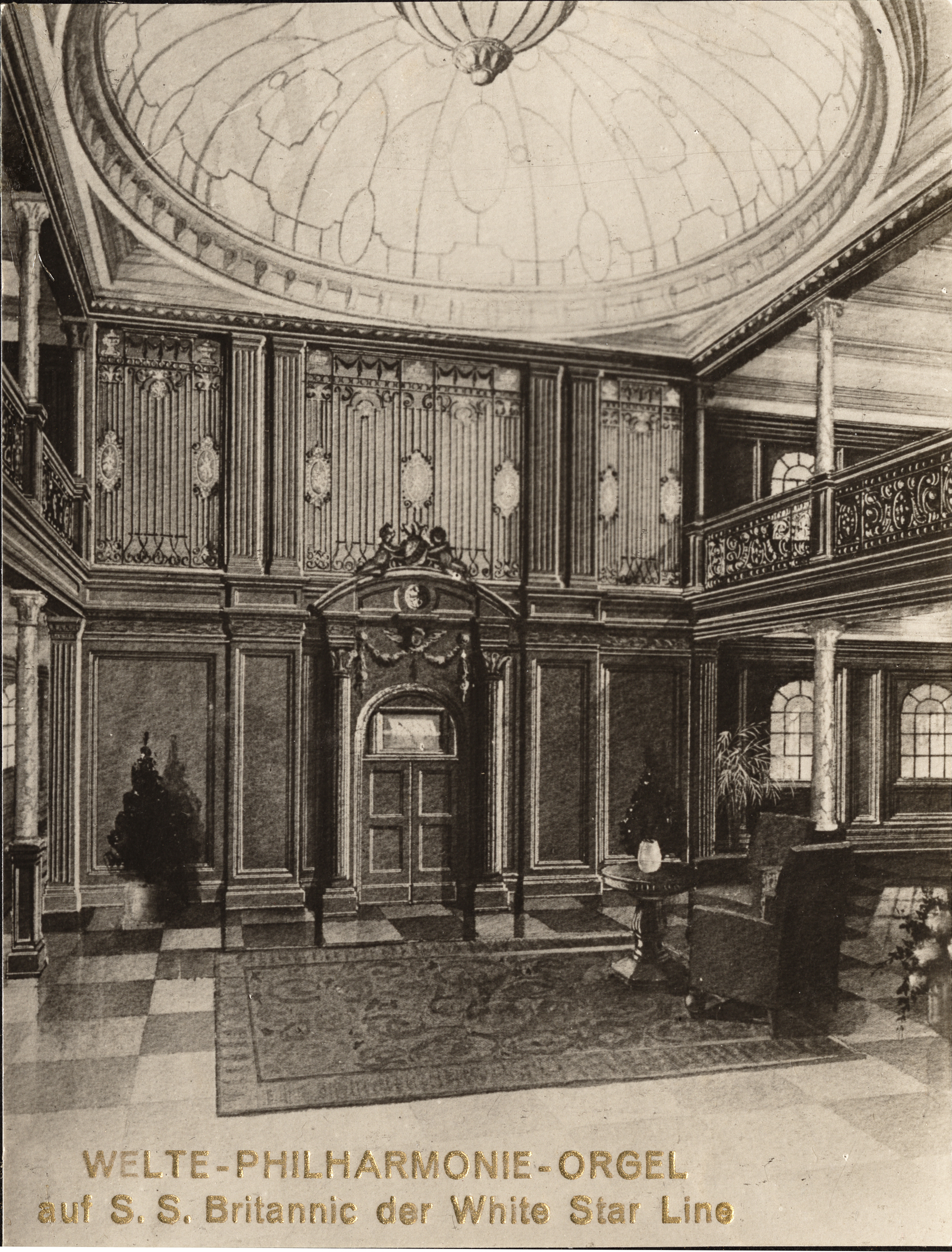
La Gran Escalera del Britannic, según esta ilustración de época, debería haber sido decorada con un gran órgano de tubos.

El Britannic iba a ser incluso más suntuoso que los otros navíos de la clase Olympic. Los planos y diseños de la época permiten saber el aspecto que habría tenido si se hubiera llegado a utilizar en travesías comerciales. La primera diferencia fue permitir que el Britannic ganara en lujo, ya que sería el primer barco que ofrecía baños privados en casi todas sus cabinas de primera clase. Las escaleras también debían ser mejoradas: a la escalinata trasera se le habría provisto de un ascensor, y la Gran Escalera de proa, decorada con grandes órganos, necesitaba instalaciones adicionales a nivel de las cubierta A y la cubierta de botes. En el lado de babor, simétricamente en relación con el gimnasio, se planeó una sala de juegos para niños. Una peluquería de señoras y manicura, debía instalarse en la cubierta B, detrás de la escalera.
El restaurante À la Carte y el Café Parisien también tenían que sufrir cambios radicales: el segundo simplemente fue eliminado, para expandir el restaurante, que hubiera extendido sobre el ancho del barco. 
También, el restaurante ganó una sala de recepción independiente de la escalinata de popa, —como ocurrió a bordo del Olympic—. El aspecto de la piscina también tenía que mejorarse —los constructores planearon incorporar paneles y columnas de mármol, que le dotarían un aspecto semejante a las piscinas introducidas en los nuevos buques alemanes— con el fin de darle un aspecto más lujoso respecto a sus barcos gemelos.
Con el estallido de la Primera Guerra Mundial, el transatlántico nunca entró en servicio —ya que fue requisado por el gobierno británico y destinado como barco hospital en el mar Mediterráneo, labor que llevó a cabo hasta su hundimiento en 1916—, por lo que las instalaciones planeadas fueron canceladas.[cita requerida]

### El Olympic, adaptación a lo largo de los años
El Olympic fue el único de los tres buques de su clase que tuvo una carrera comercial exitosa, que abarca desde 1911 hasta 1935 —con una interrupción durante la I Guerra Mundial—. Por tanto, su revestimiento fue sometido a varios nuevos diseños para adaptarse a la demanda, y al cliente que iba evolucionando con el tiempo. 
Puesto en servicio casi un año antes que el Titanic y con un diseño general casi idéntico, el Olympic difería de su gemelo en varios puntos. La diferencia más notable era el puente del paseo. El Olympic tenía dos puentes, uno abierto —ubicado en la cubierta A— y otro cerrado por ventanas —localizado en la cubierta B—. Este último tenía menos uso. 
En el Titanic, el puente del paseo B fue eliminado para acomodar un número mayor de camarotes, instalar el Café Parisien y ampliar el restaurante À la Carte hacia el ala de babor.
Después del hundimiento del Titanic, el Olympic se sometió a una importante reforma para reforzar su seguridad. Los constructores del barco aprovecharon la oportunidad para expandir el restaurante y construir en el buque el popular Café Parisien —hasta entonces solamente presente en el Titanic—, con lo que se pretendía que la nueva configuración resultase exitosa frente a la antigua zona de paseo. Las áreas restantes de dicho paseo permanecieron intactas hasta 1928 —año en el que se añadieron nuevos camarotes hacia proa, tanto a babor como a estribor, decorados en con estilos más modernos y sin áreas de paseo privadas—.
También se colocó una pantalla de cine en el salón general de primera clase y se añadió una pista de baile en el comedor. A finales de los años veinte, se incorporó una serie de nuevos diseños —entre los que se incluía la instalación de baños privados en casi todos los camarotes de primera clase—.